# Altes Rathaus (Heilbronn)

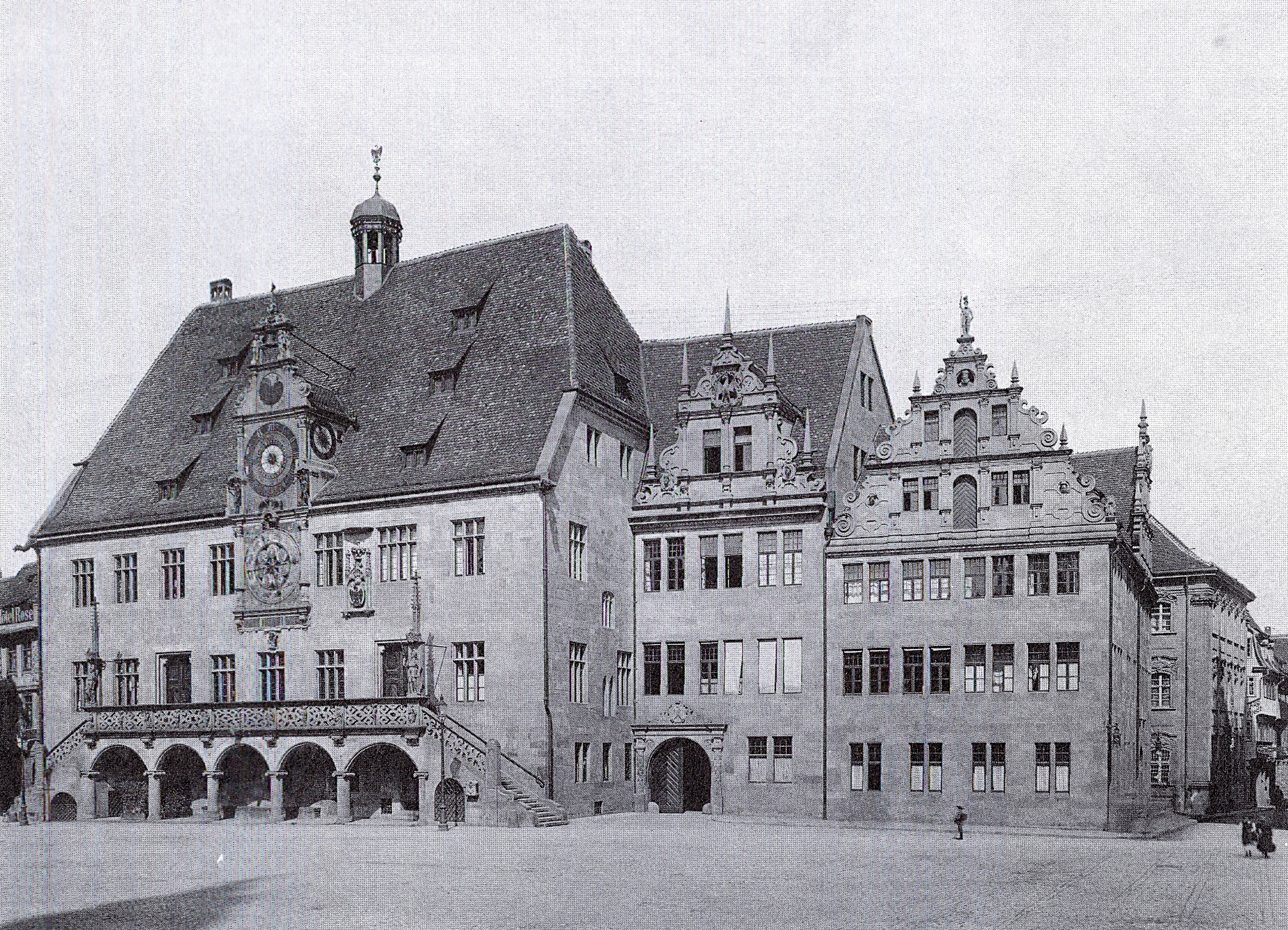
Altes Rathaus um 1905

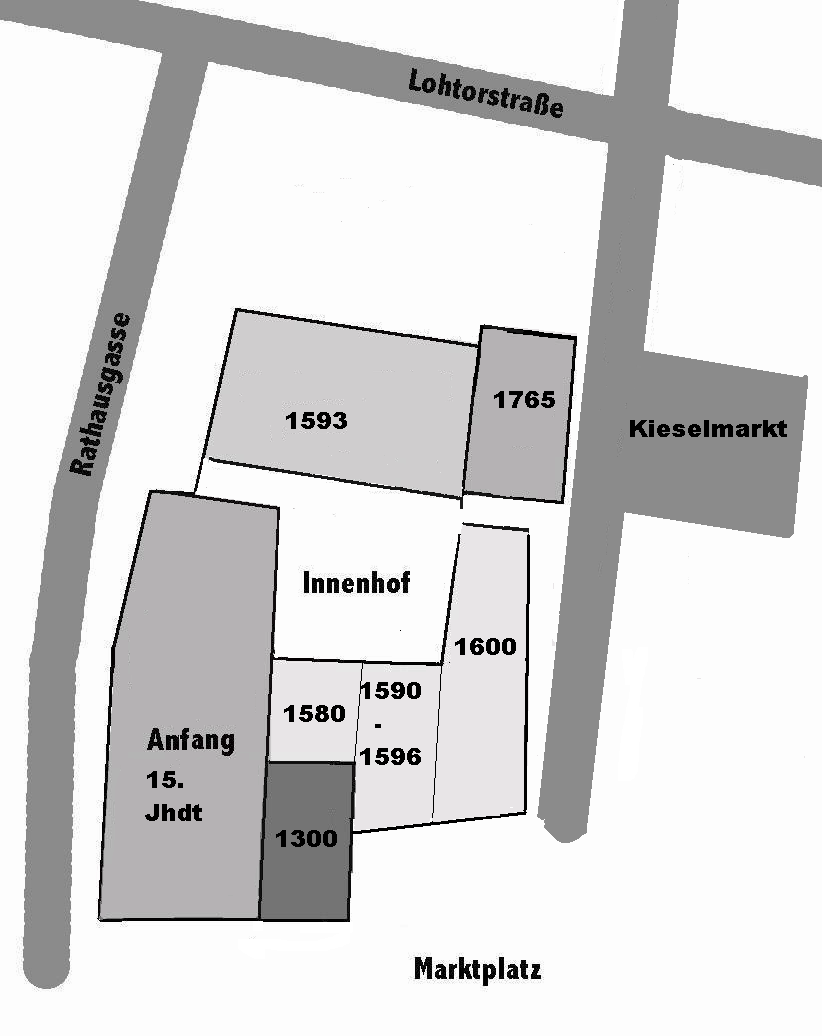
Altes Rathaus, Grundriss

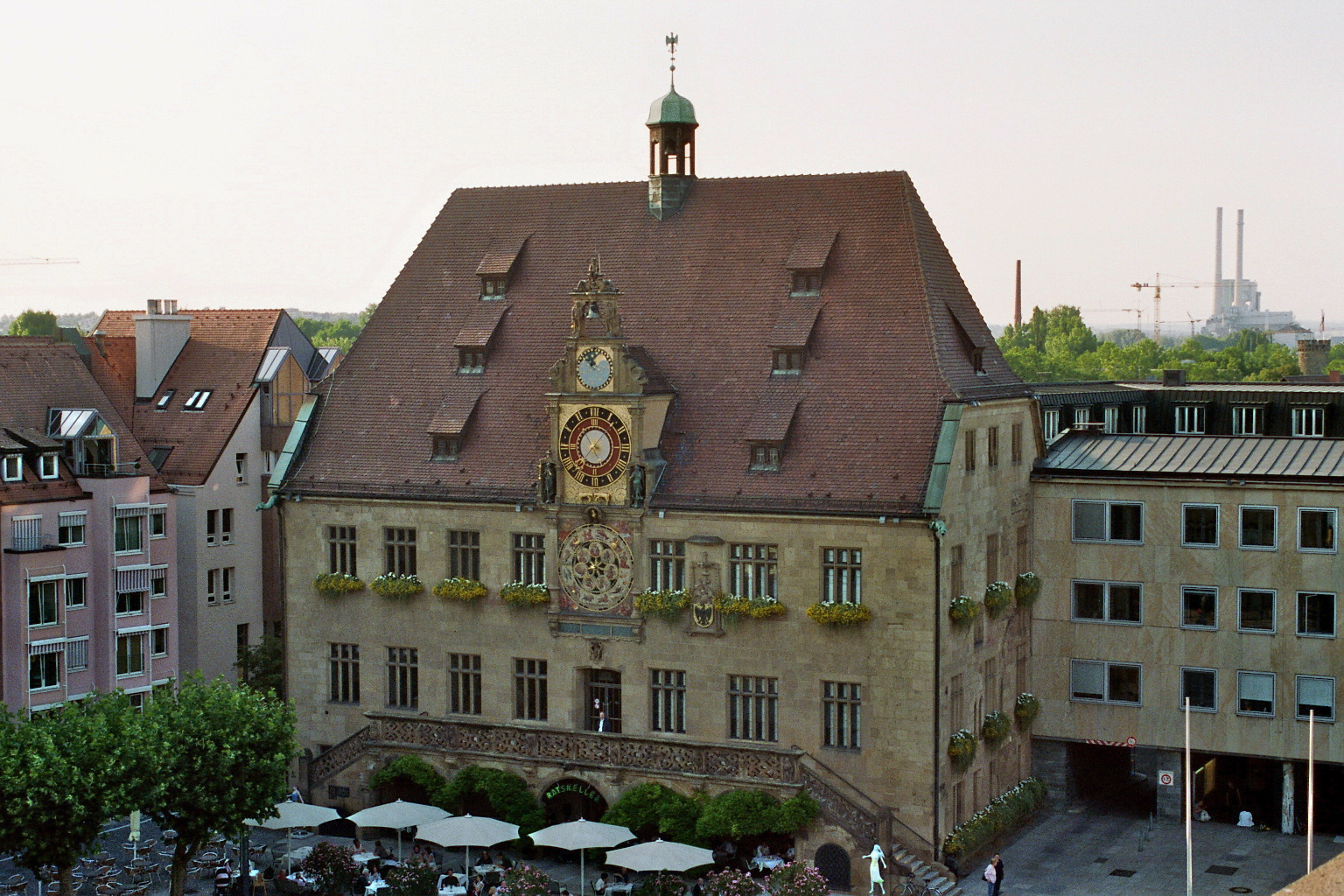
Hauptbau des Alten Rathauses, 2008, rechts die nach dem Zweiten Weltkrieg angefügten Erweiterungsbauten

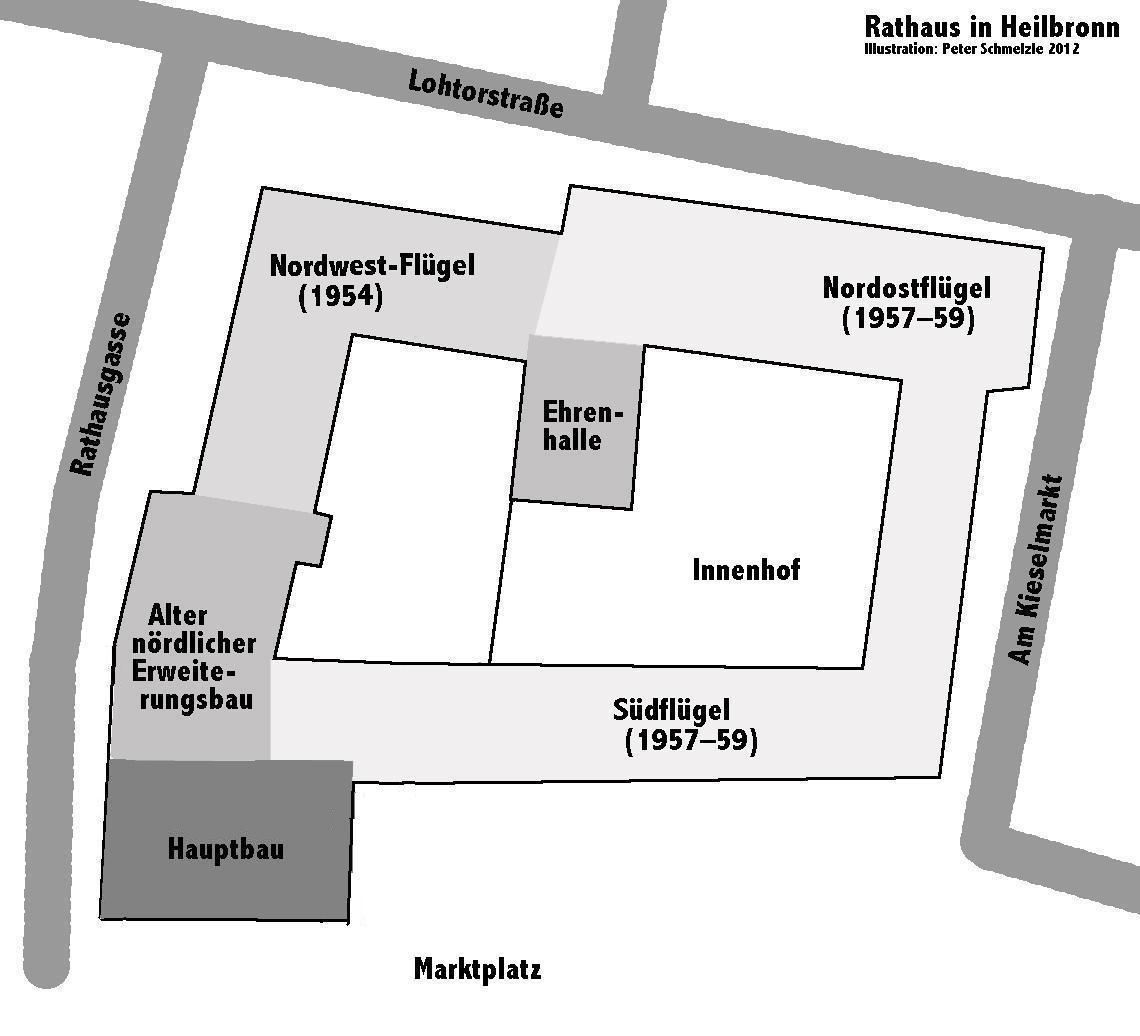
Heutiges Rathaus, Grundriss, Hauptbau ist der nach dem Zweiten Weltkrieg wieder aufgebaute Teil des Alten Rathauses

Das Alte Rathaus in Heilbronn ging auf die Zeit um 1300 zurück und wurde um 1600 zu seiner späteren Gestalt erweitert. Der Baukomplex wurde am 4. Dezember 1944 beim Luftangriff auf Heilbronn zerstört. Beim 1949/1951 erfolgten Wiederaufbau wurde lediglich die Außenarchitektur des Hauptbaus für das heutige Rathaus wiederhergestellt. Darin eingeschlossen waren dessen Galerie und die astronomische Kunstuhr.

## Geschichte
Die Ursprünge des Heilbronner Rathauses liegen im Dunkel der Geschichte. Schon im 12. Jahrhundert befand sich an der Stelle von Marktplatz und Rathaus der Hirsauer Fronhof, der eine ähnliche Besitzgeschichte wie der Hirsauer Pfleghof hat und von den Grafen von Calw an das Kloster Hirsau gekommen war. In diesem Hof saß für mehrere Jahrzehnte der königliche Vogt, der im hohen Mittelalter die Stadt regierte, nachdem das Bistum Würzburg durch den Nordhäuser Vertrag von 1225 seinen Einfluss eingebüßt hatte.
In der Zeit des Interregnums in der zweiten Hälfte des 13. Jahrhunderts verlor das deutsche Kaisertum an Bedeutung und die Städte stärkten ihre Macht. Zu jener Zeit profilierten sich verstärkt die in Heilbronn alteingesessenen Bürgergeschlechter (Patriziat) in der Verwaltungsverantwortung, so dass sie von dem mehrmals in Heilbronn weilenden Kaiser Rudolf I. 1281 mit einem Stadtrecht und mit Mitteln zur Verstärkung der Stadtbefestigung belohnt wurden. Indem der neu geschaffenen Rat der Stadt ein mit dem königlichen Vogt und Schultheißen gleichberechtigtes Gremium war, wurde für diesen auch ein Ratsgebäude nötig. Deswegen wurde bald nach Verleihung des Stadtrechts mit dem Bau des Rathauses begonnen. Inwiefern ältere Bauteile des Hirsauer Hofes im Rathaus aufgegangen sind, ist unklar. Bauliche Untersuchungen fanden in den ältesten Mauerteilen des Rathauses dieselben Steinmetzzeichen wie an den Resten der von 1290 bis 1314 erbauten Franziskanerkirche am Heilbronner Hafenmarkt, so dass dieselbe Bauhütte das Rathaus vermutlich eher kurz vor als erst nach 1300 erbaut haben dürfte.
Das erste Rathaus war den Baubefunden nach ein länglicher zweigeschossiger Steinbau, dessen Eingang an der Traufseite nach Osten zum Kieselmarkt wies, an dem Lammgasse und Lohtorstraße (früher Judengasse), zwei historische Hauptstraßen der Marktgemeinde, aufeinandertrafen. Die Fläche zum Kieselmarkt hin dürfte damit der ursprüngliche Marktplatz der Stadt gewesen sein, während der heutige Marktplatz im hohen Mittelalter noch überbaut war.
Mauerwerk und einige Fenster des ältesten Bauteils sind heute noch in der Osthälfte des Rathaus-Hauptbaus erhalten, darunter an der Ostwand auch einige Fenster der zum Kieselmarkt hin ausgerichteten ältesten Fassade. Das Gebäude wurde dann im frühen 15. Jahrhundert vor allem nach Westen erweitert, wodurch die heutige Hauptfassade ihre endgültige Breite erreichte. Über den genauen Zeitpunkt dieser Erweiterung gibt es keine Unterlagen. Man schließt jedoch aus der hochgotischen Ausführung des an der Fassade erhaltenen Wappenbaldachins, dass sich in der Steuerstubenrechnung erwähnte Bauarbeiten von 1417 auf den Ausbau des Rathauses beziehen könnten, da der Baldachin in jene Zeit passt und nicht erst später entstanden ist.
Ein angebliches älteres Rathaus beim Kirchbrunnen südwestlich der Kilianskirche, das um 1535 durch Brand zerstört worden sein soll, wird zwar in der älteren Literatur gelegentlich erwähnt, ist aber geschichtlich nicht nachweisbar und unwahrscheinlich.
Wann sich genau die Orientierung des Rathauses vom Kieselmarkt hin zum heutigen Marktplatz vollzog, ist unbekannt. Am Kieselmarkt befanden sich einige Einrichtungen der jüdischen Gemeinde, darunter die Synagoge (1357), rituelle Bäder und der Friedhof, die nach dem Stadtverbot für Juden im späten 15. Jahrhundert von der Reichsstadt Heilbronn erworben und überbaut wurden. Wahrscheinlich schon bei der Anbringung der ersten Kunstuhr 1525, spätestens aber als 1579 Baumeister Hans Kurz mit der Errichtung der nach Süden zum heutigen Marktplatz hin orientierten Rathausfreitreppe begann, die gleichzeitig mit der Erweiterung des ältesten Bauteils nach Norden geschah, dürfte der sich der Marktplatz bereits über seine heutige Lage und Ausdehnung erstreckt haben.
Ab 1590 folgten dann in rascher Folge mehrere weitere bauliche Erweiterungen des Rathauses nach Osten und Norden, wobei auch die Neue Kanzlei und das Syndikatshaus errichtet wurden und sich die Fläche des Baukomplexes ungefähr verdoppelte. Ab der Zeit um 1600 gibt es eine nahezu lückenlose Dokumentation der Bautätigkeit am Rathaus. Die letzte Erweiterung war der Bau des Archivgebäudes an der Nordostecke 1765.
Gegen Ende des 19. Jahrhunderts wurden die Berliner Architekten Johannes Vollmer und Heinrich Jassoy mit einer „Restaurierung“ des alten Rathauses beauftragt.
Das Rathaus wurde beim Luftangriff am 4. Dezember 1944 wie die gesamte Innenstadt nahezu komplett zerstört. Beim Wiederaufbau wurde lediglich die historische Fassade des Rathaus-Hauptgebäudes wiederhergestellt, während praktisch alles andere am heutigen Rathaus neu gebaut wurde. Das zerstörte Archivgebäude wurde zur Ehrenhalle umgewidmet, in der der Zerstörung der Stadt gedacht wird.

## Architektur und Einrichtung

### Außenarchitektur

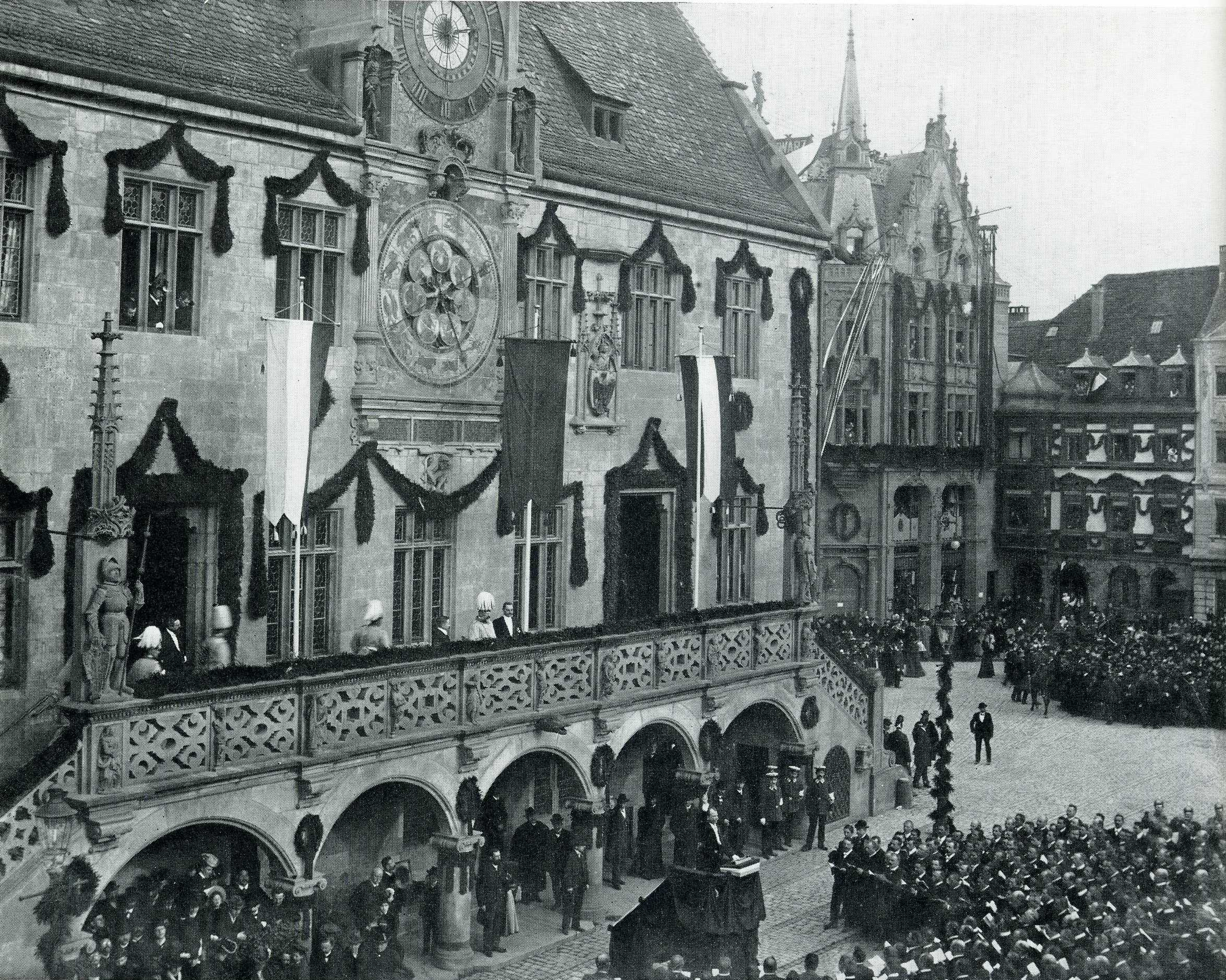
Der historische Hauptbau des Heilbronner Rathauses

Die Astronomische Uhr am Heilbronner Rathaus (vor 1944)

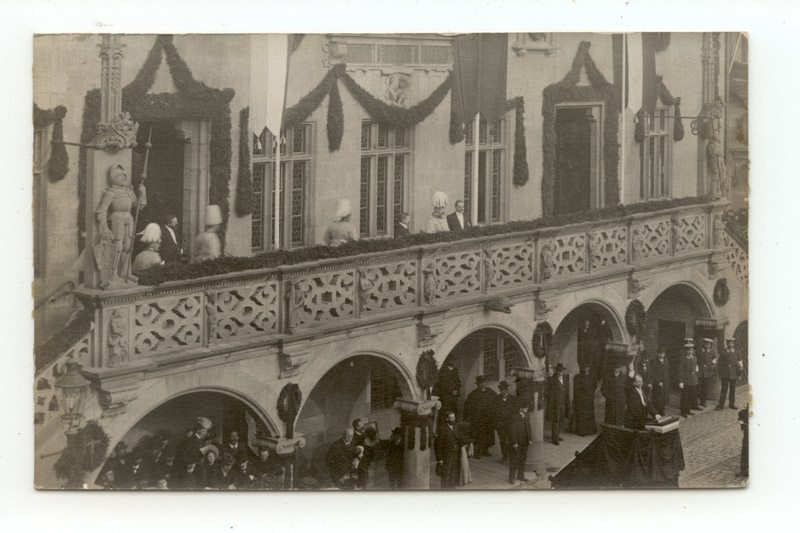
Freitreppe, Ansprache von König Wilhelm II. am 9. November 1906 zum 100-jährigen Jubiläum des Füsilierregiment

#### Hauptbau
Das Rathaus ist ein rechtwinkliger, nach Norden erweiterter sechsgeschossiger Bau, dessen achtachsige, dreigeschossige Südfassade mit Freitreppe zum Marktplatz zeigt. Die Freitreppe überdacht heute den Zugang zum Ratskeller und führt gleichzeitig zur Eingangshalle vor dem Kleinen Ratssaal im ersten Obergeschoss, wo sich heute die Porträts einiger ehemaliger Bürgermeister der Stadt befinden. Rechts neben der Kunstuhr prangt an der Fassade ein von gotischen Fialen umrahmter Wappenengel, also ein Engel, der in seinen Händen ein reichsstädtisches Wappen mit Adler auf goldenem Grund trägt. Das Stadtwappen mit dem Reichsadler stammt noch vom Vorgängerbau und wurde bei dem Neubau neben die Rathausuhr an die Fassade gefügt.

##### Kunstuhr
Eine große astronomische Uhr mit drei Zifferblättern und Glocken- und Figurenspielen ist mittig auf der Südfassade über dem Eingang und auf dem Zwerchgiebel darüber angebracht. Diese von den Zeitgenossen vielbewunderte Uhr wurde 1580 durch Isaac Habrecht gefertigt, wobei Teile einer älteren Kunstuhr von Hans Paulus aus dem Jahr 1525 Verwendung fanden. Unter der Uhr hat der Bildhauer Adam Wagner eine Kniefigur in die Fassade eingelassen, die den Bildhauer Adam Wagner (nach anderer Quelle, Baumeister Hans Kurz) darstellt.

##### Galerie
Der Bildhauer Adam Wagner schuf von 1581 bis 1583 den der Hauptfassade vorgelegten „Gang“ oder „Galerie“ mit doppelläufiger Freitreppe. Der Bogengang bzw. die Galerie besteht aus sechs kurzen, ionischen Säulen, die miteinander durch fünf Segmentbögen verbunden werden. Die vergitterten Halbbögen links und rechts unter der Treppe dienten einst als „Narrenhäuslein“. Die Treppe und die Galerie werden von einer Brüstung zusammengefasst. Diese wird von einem mit Streifenornamentik durchsetzten Beschlagwerk geschmückt. Jede Säule wird von jeweils einer vorgekröpften Konsole mit darauf befindlicher weiblicher Figur gekrönt. Diese sechs kleineren, weiblichen Figuren stellen Allegorien dar, zwischen diesen sind Hermen zu sehen. Die Allegorien stellen sich für den Beschauer auf dem Marktplatz wie folgt dar (von links nach rechts):
- Glaube
- Frau mit Säule als Allegorie auf Frieden
- Figur, die das Schwert aus der Scheide zieht als Allegorie auf Kraft
- Figur mit Waage der Gerechtigkeit als Allegorie auf Justitia
- Figur mit Brot als Allegorie auf die Wohltätigkeit
- Figur mit Kind als Allegorie auf die Mutterliebe[19]

Die von dem Bildhauer verlangten 300 fl. wurden vom Rat abgelehnt, und sie verpflichteten ihn den „fürhabenden Gang“ – die Galerie mit Freitreppe – für 120 fl. zu gestalten. Daraufhin scheint die Arbeit Wagners nachgelassen zu haben, was wiederholte Mahnungen zur Fertigstellung belegen. So hatte der Rat schließlich ein Einsehen und bewilligte die geforderte Summe, um einen Nachlass von 30 vorgeschossenen Gulden.

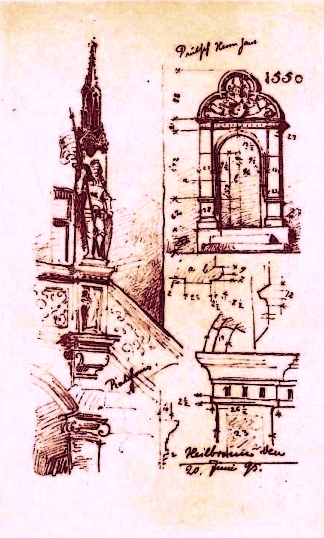
Franz Kanter Brantzky – „Reiseskizzen Rathaus Deutsch Herrenhaus“ um 1895 (Ritterfigur auf der Galerie am alten Rathaus in Heilbronn)

Die Halle unter der Galerie zeigt Kreuzrippengewölbe und kurze Steinsäulen mit ionischen Kapitellen (Baumeister Hans Kurz).

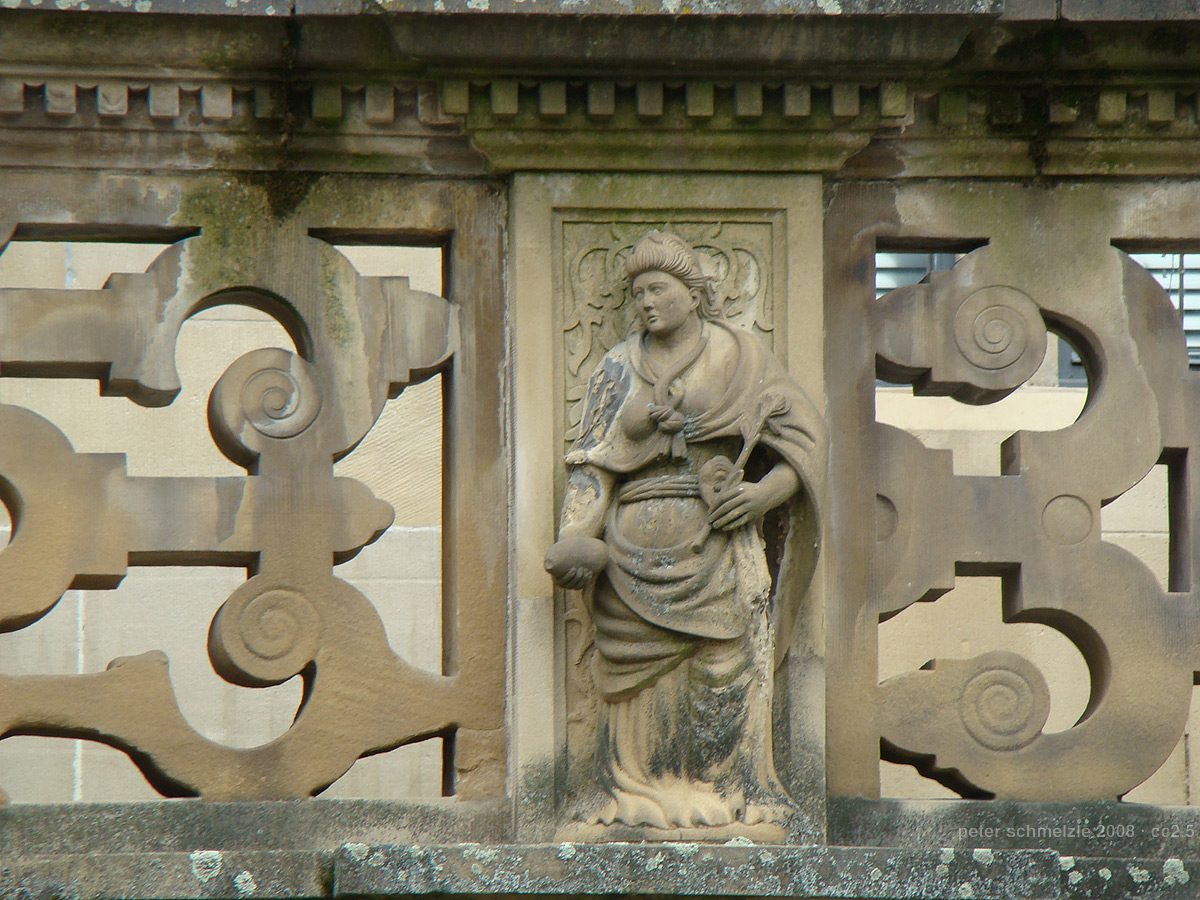
Adam Wagner: Allegorie der Wohltätigkeit

##### Sitzbank

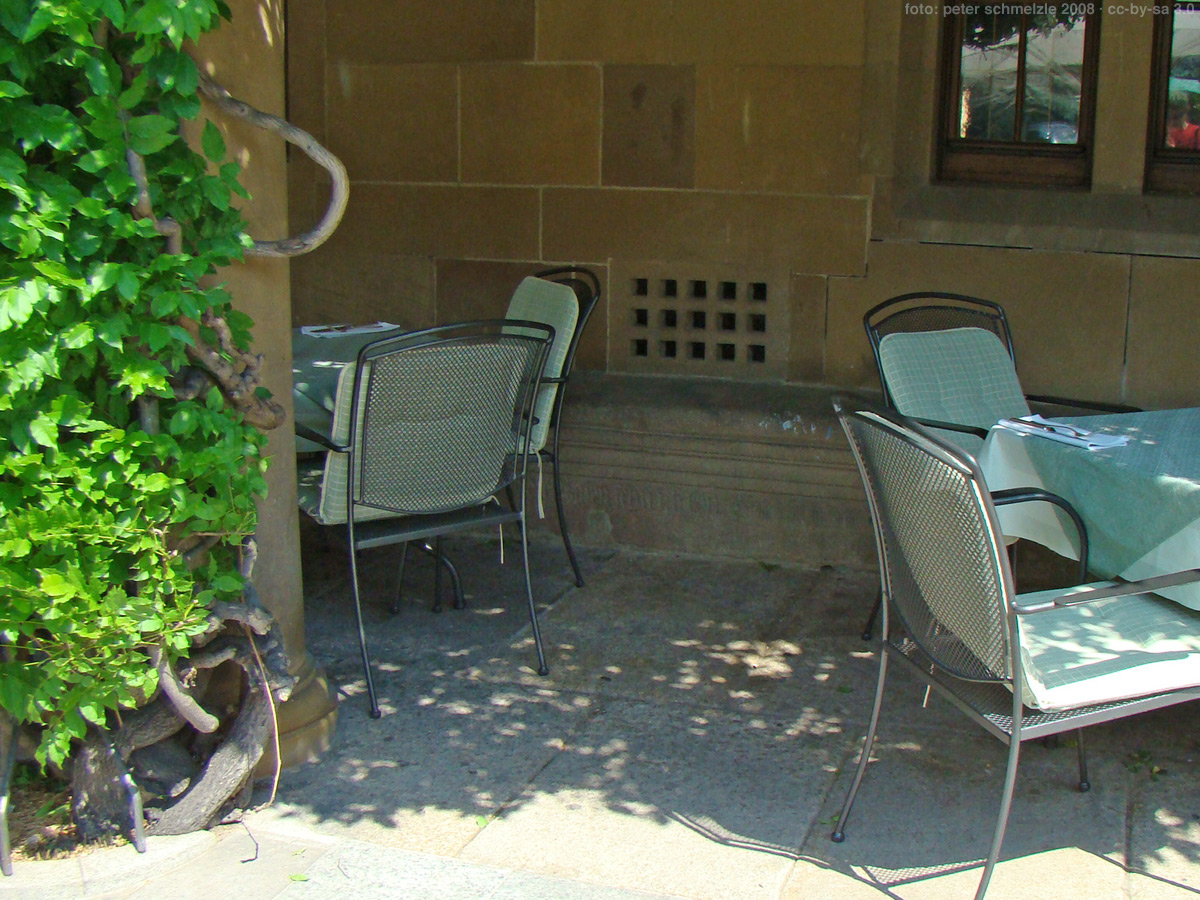
Sandsteinbank unter der Freitreppe

Im Jahre 1583 wurde unterhalb den Arkaden der Freitreppe eine im Jahre 1528 geschaffene, 6,5 m lange und aus einem einzigen Sandsteinblock geschaffene Bank aufgestellt. Sie trägt folgende Inschrift: „Der lengste Stein bin ich bekant/ Zu Hailbronn das Wortzeichen genant/ An leng drei Zol zwanzig vier schuh/ An brait und dick zwey schuh ich thu/ Bun auch zur zürd hieher gelait/ un den Wechtern zum sitzen ich bereit.“

##### Ritterfiguren
Oberbaurat Dr.-Ing. Hans Koepf schreibt in einem Beitrag in Band VII der „Lebensbilder in Schwaben und Franken“ die früheren Ritterfiguren auf der Rathaustreppe dem Bildhauer Bernhard Sporer zu. Aus einem Vertrag mit dem B. Sporer in den „Steuerstubenrechnungen“ (1499/1500) kostete „das Bild auf dem Gang vor dem Rathaus … ein Geharnischter sampt Wehr“ 11 Gulden. Die zweite Ritterfigur wird aufgrund der Stil-Analogie auch Sporer zugeschrieben. Die Ritterfigur im Ostteil ist verschollen, die im Westteil wurde in der Nachkriegszeit geborgen.

Bernhard Sporer – Ritterfiguren
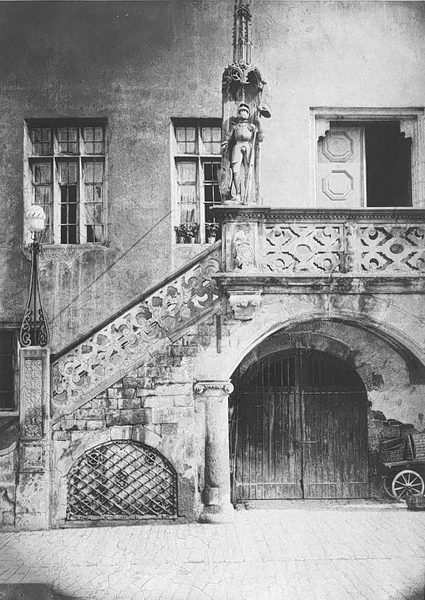
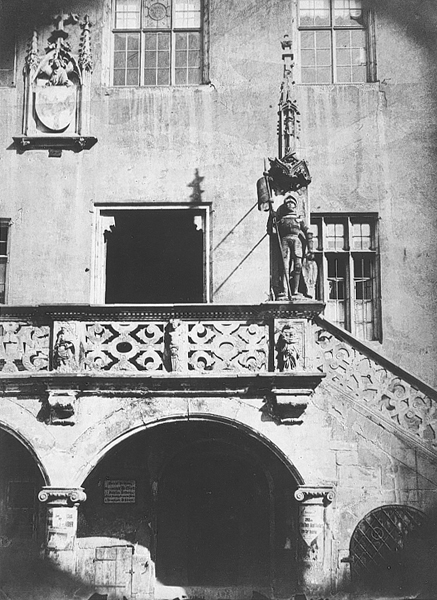

#### Erweiterungsbauten

##### Rathaus-Innenhof (1590–1593 und 1902)

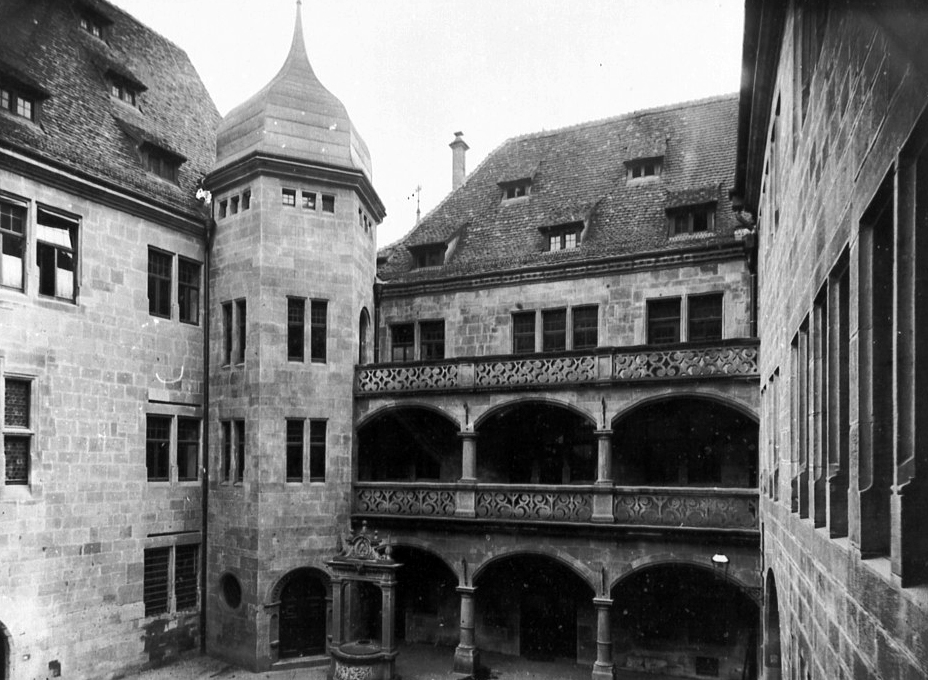
Rathaus-Innenhof um 1900

Wenn man das Portal der Neuen Kanzlei betrat, gelangte man in einen Innenhof der in den Jahren 1590–1593 entstanden war und etwa 20 × 20 Meter maß und einen Zwerchgiebel im Stil der Renaissance zeigte, der die Jahreszahl 1593 unter der Sonnenuhr zeigte. Der Zwerchgiebel diente als Aufzugsgiebel, weil der Dachboden des Heilbronner Rathauses auch als Lagerraum genutzt wurde. Der Giebel sitzt über einer Trauflinie, die horizontal (zwerch) verläuft. Der Zwerchgiebel war mit Pilastern, Voluten, männlichen Büsten und einer Sonnenuhr, der eine gotische Fiale aufgesetzt worden war, geschmückt.
Im westlichen Bereich des Rathaushofes befand sich ein Justitiabrunnen. Der öffentlich springende Brunnen wurde von der Cäcilienleitung gespeist. Den Trog, den Brunnenstock, sowie die Justita-Statue auf dem Stock schuf 1605 Jakob Müller. Daneben gab es im Rathausinnenhof der Schöpfbrunnen, dem überflüssiges Leitungswasser zugeführt werden konnte. 1902 wurde eine Galerie mit Treppenturm und Haube errichtet. 1905 wurde der im Rathaushof stehende Ziehbrunnen mit steinerner Einfassung und steinernem Gestell nach dem alten Bestand rekonstruiert. Nach Entwürfen der Professoren Vollmer und Jassoy wurden die Abschlussgitter im Rathausinnenhof gefertigt. Der Rathaus-Innenhof wurde bekannt, als sich dort am 8. Juli 1911 der Vertraute der Jungtürken Ernst Jäckh und eine türkische Studienkommission in Heilbronn versammelten.

Rathaus-Innenhof
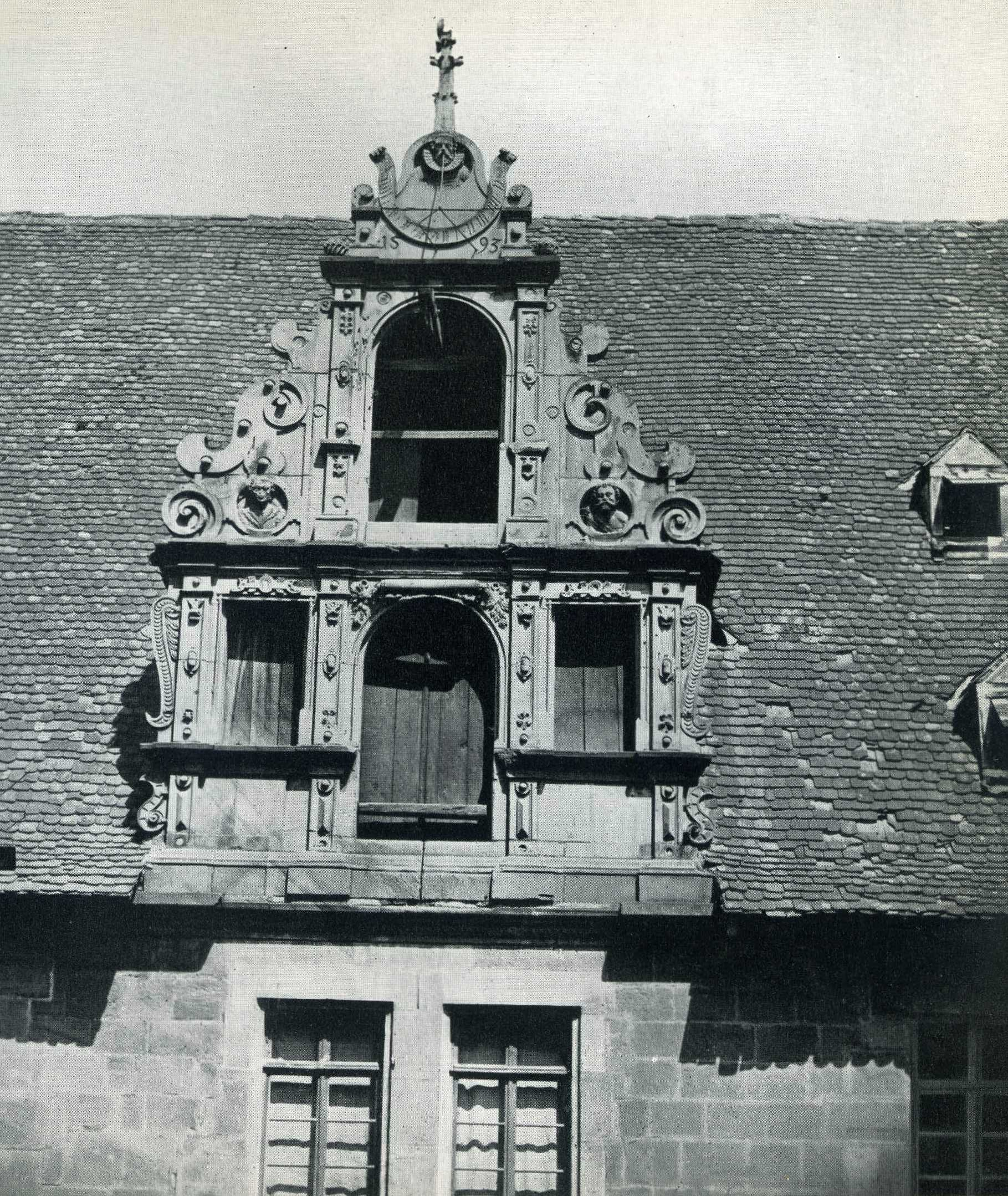
Zwerchgiebel im Rathaus-Innenhof von 1593
Abschluss im Rathaushof
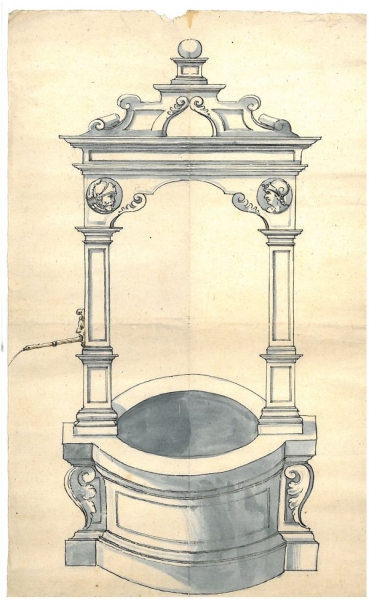
Rathausinnenhof, Renaissance-Brunnen
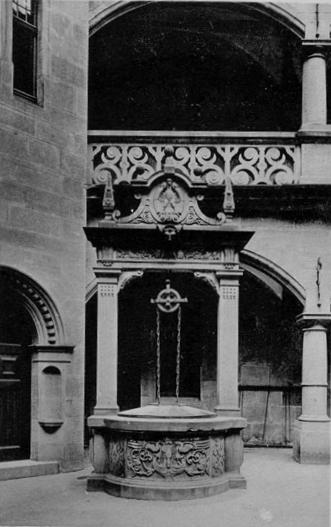
Ziehbrunnen im Rathausinnenhof

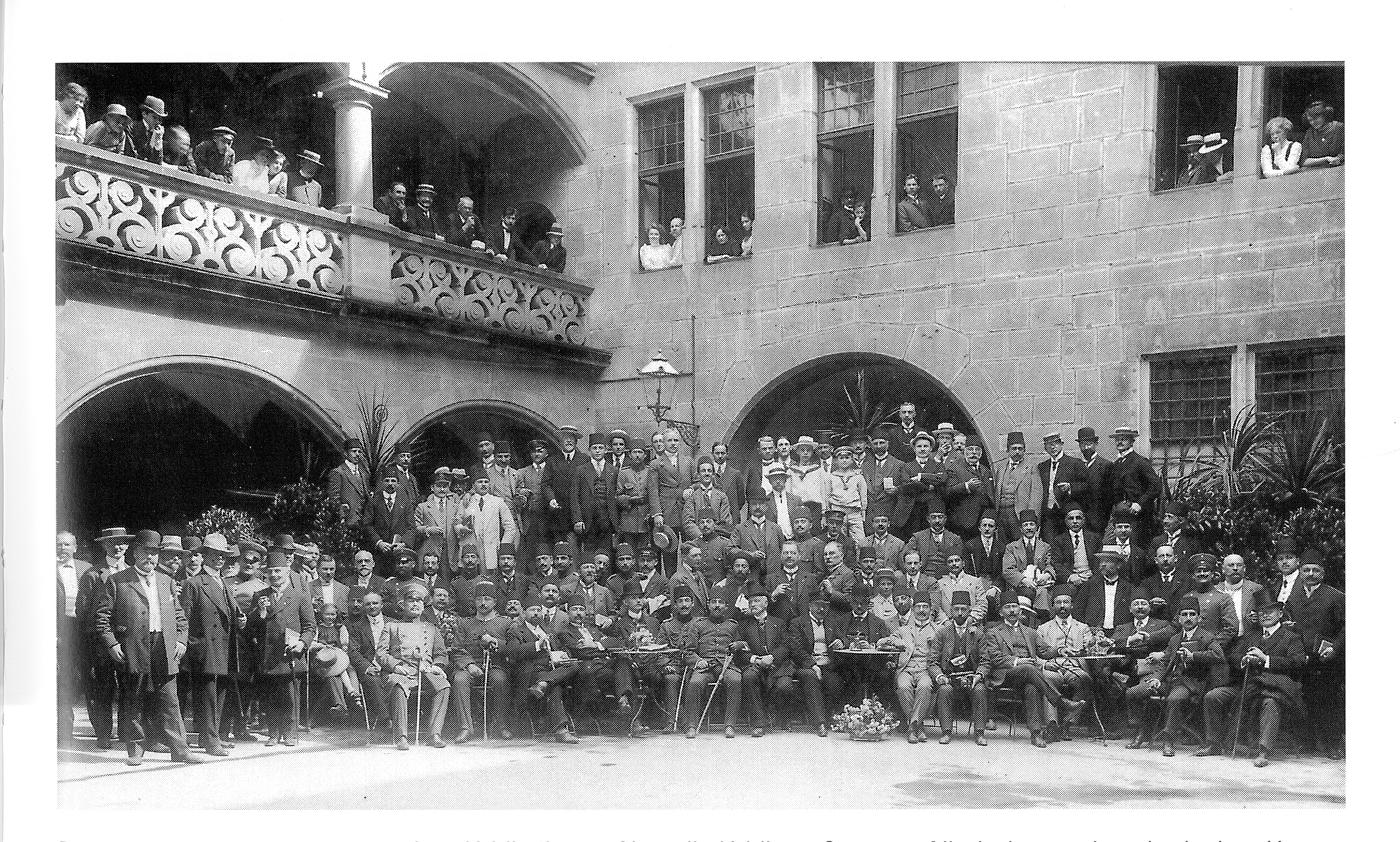
Rathaus-Innenhof mit dem Vertrauten der Jungtürken Ernst Jäckh und türkischer Studienkommission in Heilbronn, am 8. Juli 1911

##### Syndikatshaus (1600)
Das Syndikatshaus war ein dreistöckiger Flügelbau. Den oberen Abschluss des Renaissance-Gebäudes bildete ein Zwerchgiebel nach Süden, der mit Voluten, korinthischen und ionischen Pilastern, Obelisken geschmückt war. Weiterhin war ornamentales Beschlagwerk und als oberer Abschluss des Zwerchgiebels ein Landsknecht mit Schwert und Lanze aufgestellt worden, der als Pendant zum Landsknecht auf der Kilianskirche galt. Unter dem Landsknecht befand sich eine männliche Büste mit Knebelbart und Spanischem Kragen, der aus einer runden Öffnung seinen Kopf herausstreckte. Die Büste soll den damaligen Bürgermeister symbolisieren, der den Auftrag zum Umbau gab und somit der damalige Baumeister des Heilbronner Rathauses war.
Nach dem Übergang zu Württemberg 1803 wurde das Syndikatsgebäude zum Sitz des Oberamts Heilbronn, dessen Oberamtmann bis 1819 auch Vorsitzender des Stadtgerichts war und die Ratshoheit hatte. 1878 wurde der Sitz des Amtes in einen Neubau verlegt, worauf das Syndikatsgebäude auch als Altes Oberamt bezeichnet wurde.
Bei den Restaurierungsarbeiten um 1900 wurde ein dem Südgiebel ähnlicher Ostgiebel am Ende des Gebäudes hinzugefügt.

Syndikatsgebäude
Südgiebel
Südgiebel (1600) zum Marktplatz, Ostgiebel (1900) zum Kieselmarkt

### Innenarchitektur

#### Eingangsbereich und Eingangshalle

##### Halle
Die Halle des Alten Rathauses vereinigte Renaissance und Neorenaissance. Die durch zwei Stockwerke durchgehenden achtseitigen, großen Pfeiler aus Eiche stützten eine aufwändig verzierte Balkendecke, deren Deckenunterzüge auf den Holzpfeilern mit Aufschüblingen und Konsolen ruhten. Die Balkendecke besaß geputzte Deckenstreifen. Die Schaftringe der Pfeiler, die Unterzüge samt der Balkendecke waren aufwändig mit abstrakten, pflanzlichen Ornamenten sowie vereinzelten Köpfen an den Aufschüblingen bemalt. Die dreiviertelhohe Wand war holzvertäfelt und zeigte giebelförmige Türbekrönungen mit Segmentbogen und aufgesetzten Obelisken und flankierenden Hermen. Von der Decke hingen schmiedeeiserne Radleuchter mit sechs auskragenden Laternen, die mit Blattwerk und durchbrochenem Rankenwerk geschmückt waren.

Radleuchter in Messing getrieben und ziseliert, Entwurf Professoren Vollmer und Jassoy, Berlin

Große Halle
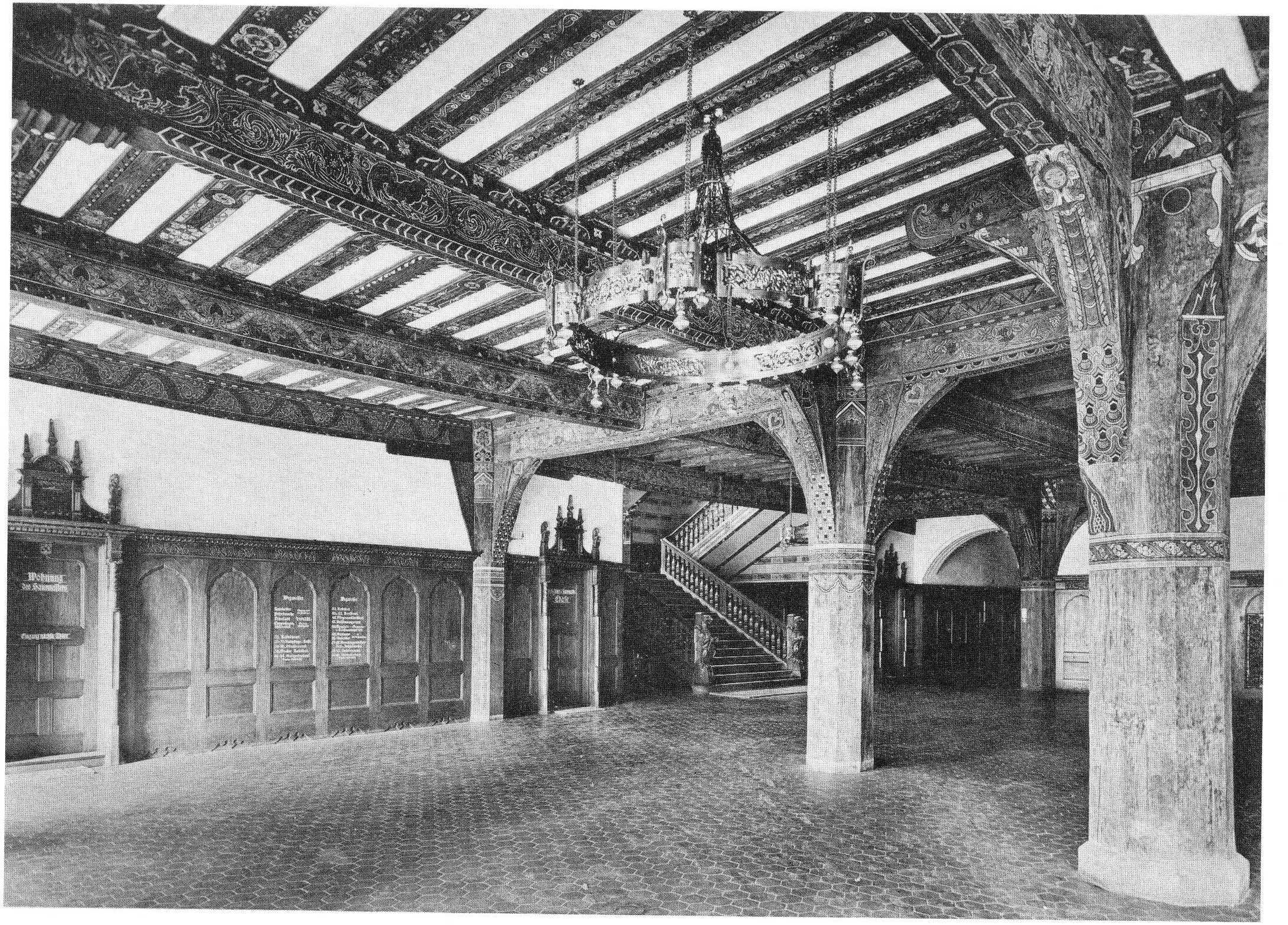
1. OG
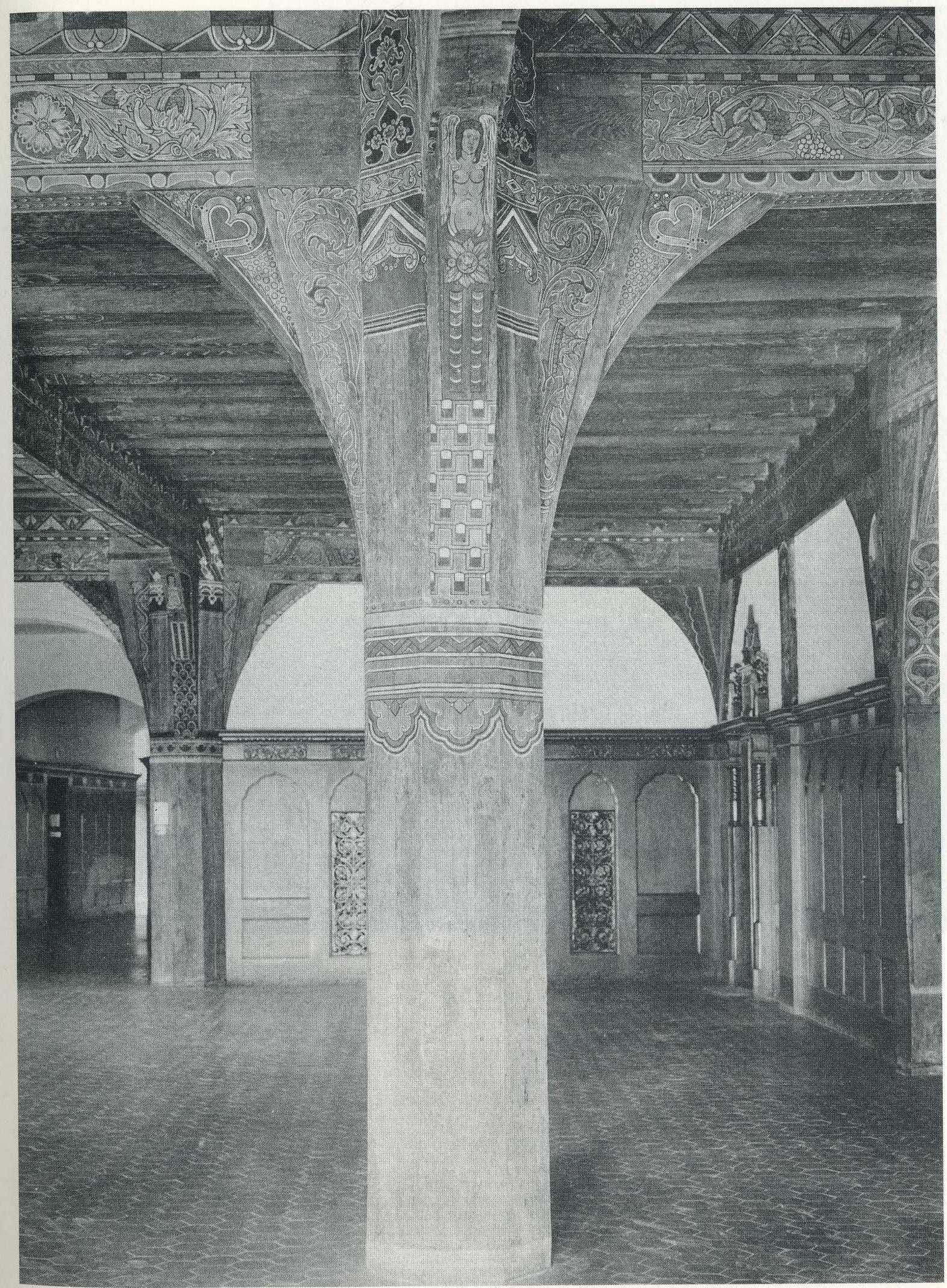
1. OG, Pfeiler
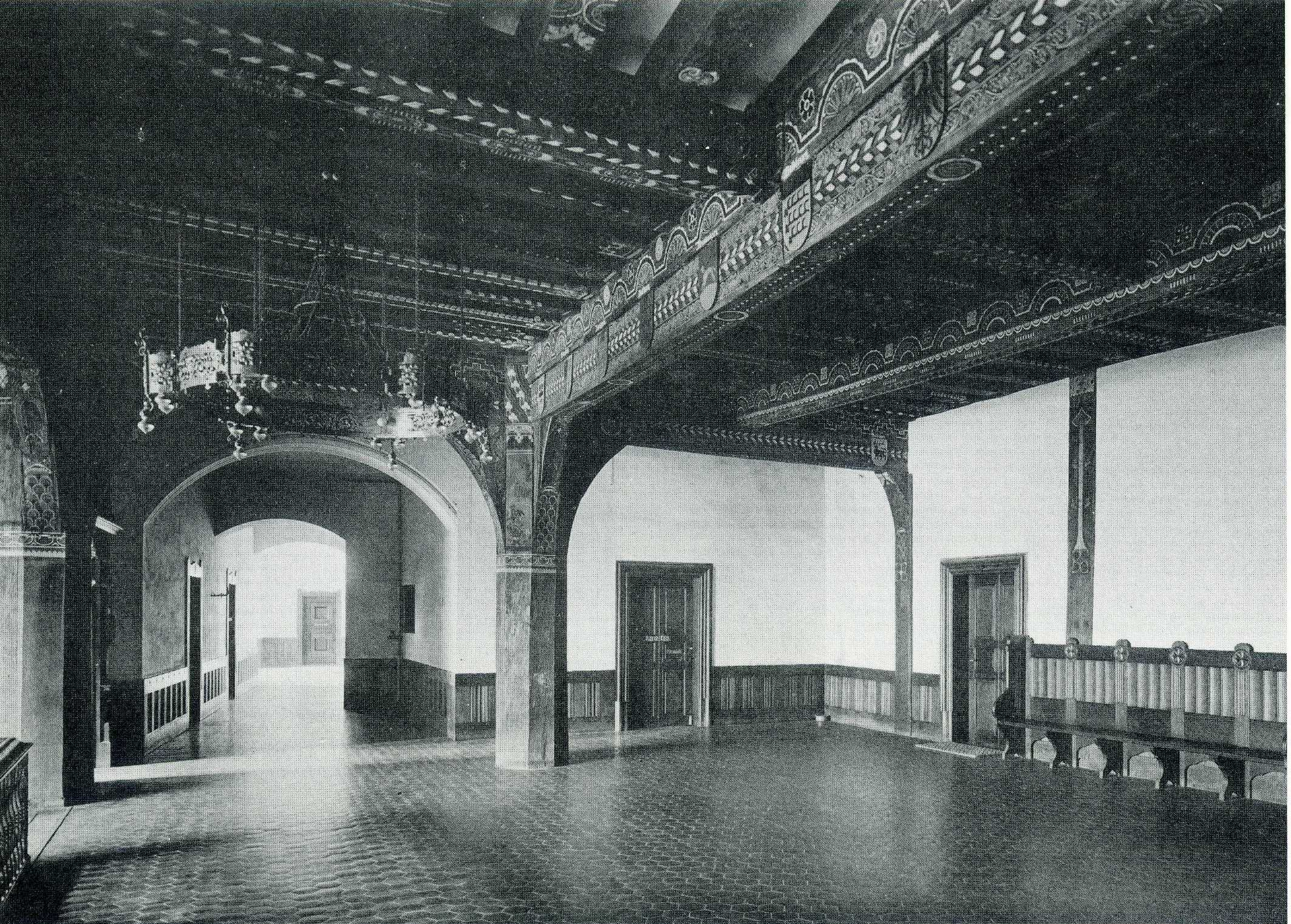
2. OG
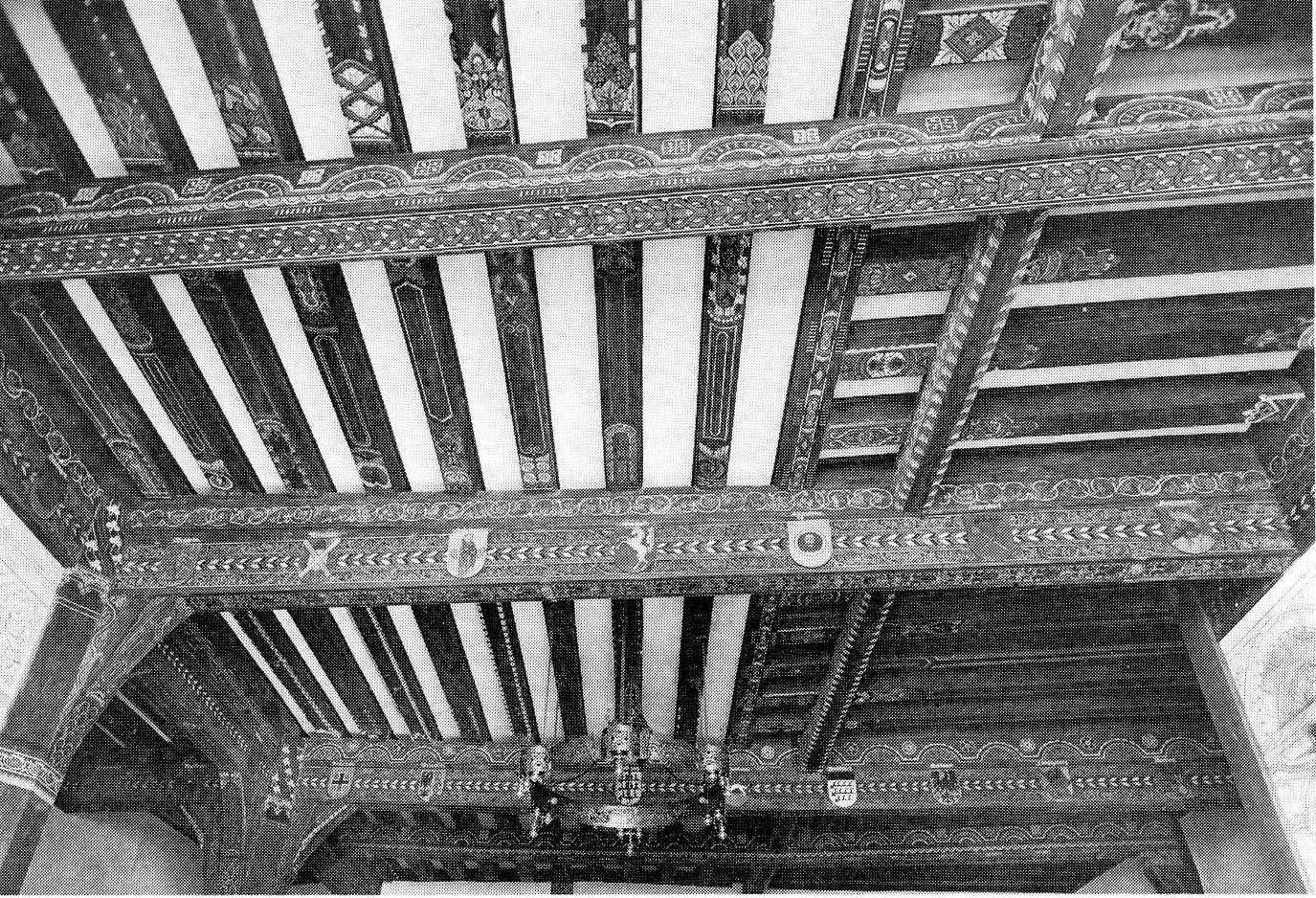
2. OG, Balkendecke

##### Treppenaufgang
Der Treppenaufgang des Alten Rathauses vom Ersten zu der Halle im Zweiten Obergeschoss war von besonderer Schönheit. Auf Höhe der Halle im Ersten Obergeschoss waren die Pfosten am Treppenaufgang links und rechts, je mit einem aufrecht sitzenden Stadtadler geschmückt worden. Die Treppe verfügte über eine Balustrade mit aus Eiche gedrechselten Balustern, wobei die Baluster mit unterschiedlichen Pfosten unterteilt worden waren. Die Treppe teilte sich auf einem Treppenpodest bzw. Treppenabsatz in halber Höhe. Hier zierten Trauben mit Rebenlaub die Pfosten.
An einem großen Balken im Treppenaufgang war der Spruch Luthers zu lesen: „Tritt fest auf, thu’s Maul auf, hör’ bald auf!“
Die nach dem Obergeschoss angelegte Haupttreppe zeigte in der Front ein breites Fenster mit einem Glasgemälde der mittelalterlichen Stadtansicht. Die Seitenwände zeigten Szenen aus der Heilbronner Stadtgeschichte, flankiert von Rathäusern befreundeter Reichsstädte. Die dargestellten Rathäuser wurden durch gemalte Konchen voneinander getrennt, wobei in den Konchen gemalte Medaillons mit Brustbildern um die Stadt verdienter Bürger zu sehen waren.
- Linke Seitenwand:
  - „Übertragung des Turmausbaus von St. Kilian an Hans Schweiner, 1507“
  - Rathäuser von Esslingen, Ulm und Nürnberg
  - Ludwig von Baden („Türkenlouis“), Ludwig von Schmidberg (Kommandant), Adolf Goppelt (Großkaufmann) und Georg Heinrich Roßkampff (Bürgermeister).
- Rechte Seitenwand:
  - „Die Bürgerschaft schwört auf die neue Verfassung von 1541“
  - Rathäuser von Augsburg und Regensburg
  - Johann Lachmann (Reformator), Heinrich Friedrich Füger (Maler), Georg Peter Bruckmann (Silberwarenfabrikant) und Philipp Friedrich Sicherer (Arzt).

Ehemaliger Treppenaufgang in der Großen Halle
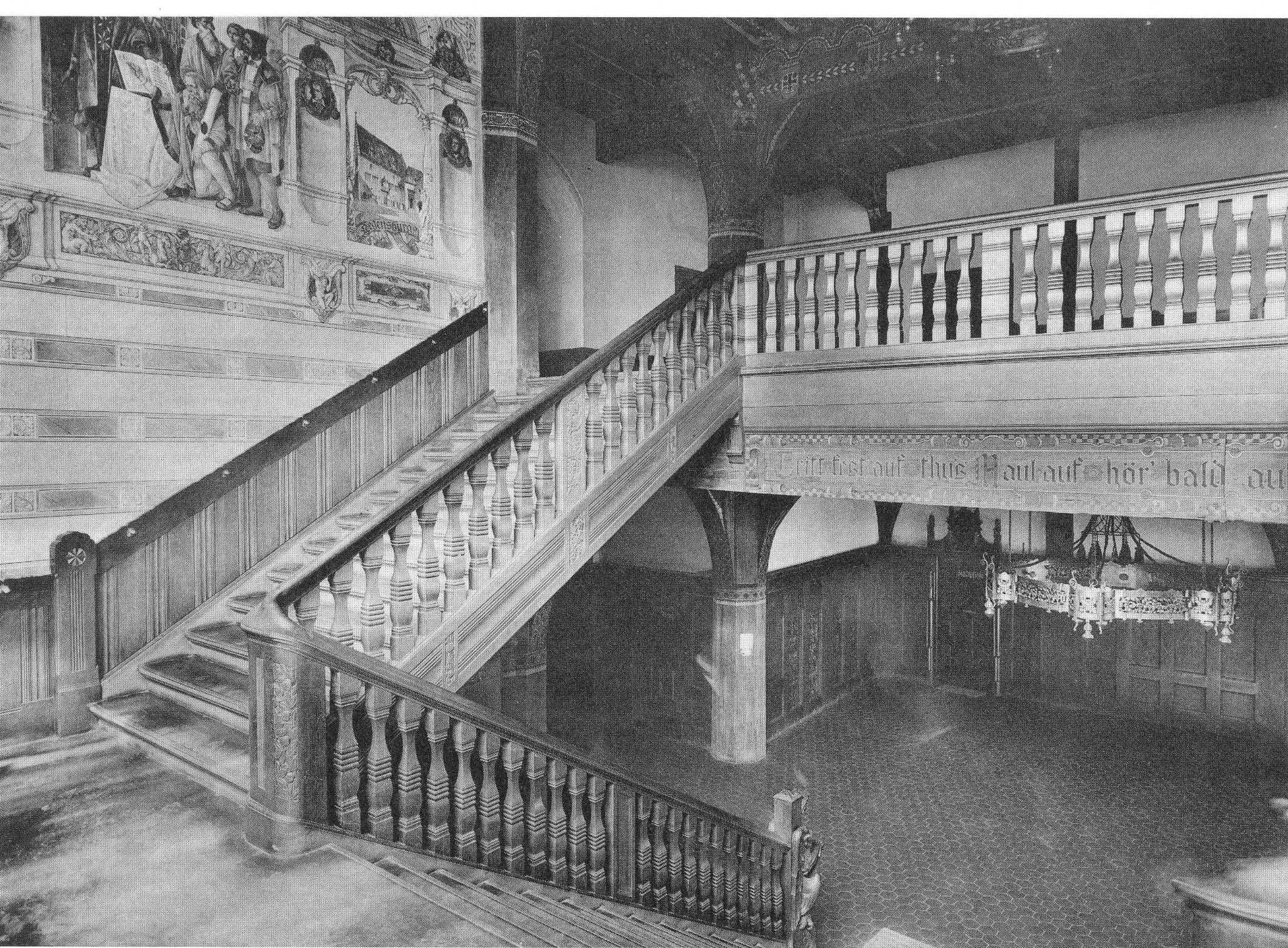
Auf der Seitenwand ist zu sehen, wie die Bürgerschaft auf die neue Verfassung von 1541 schwört, flankiert von den Rathäusern von Augsburg und Regensburg
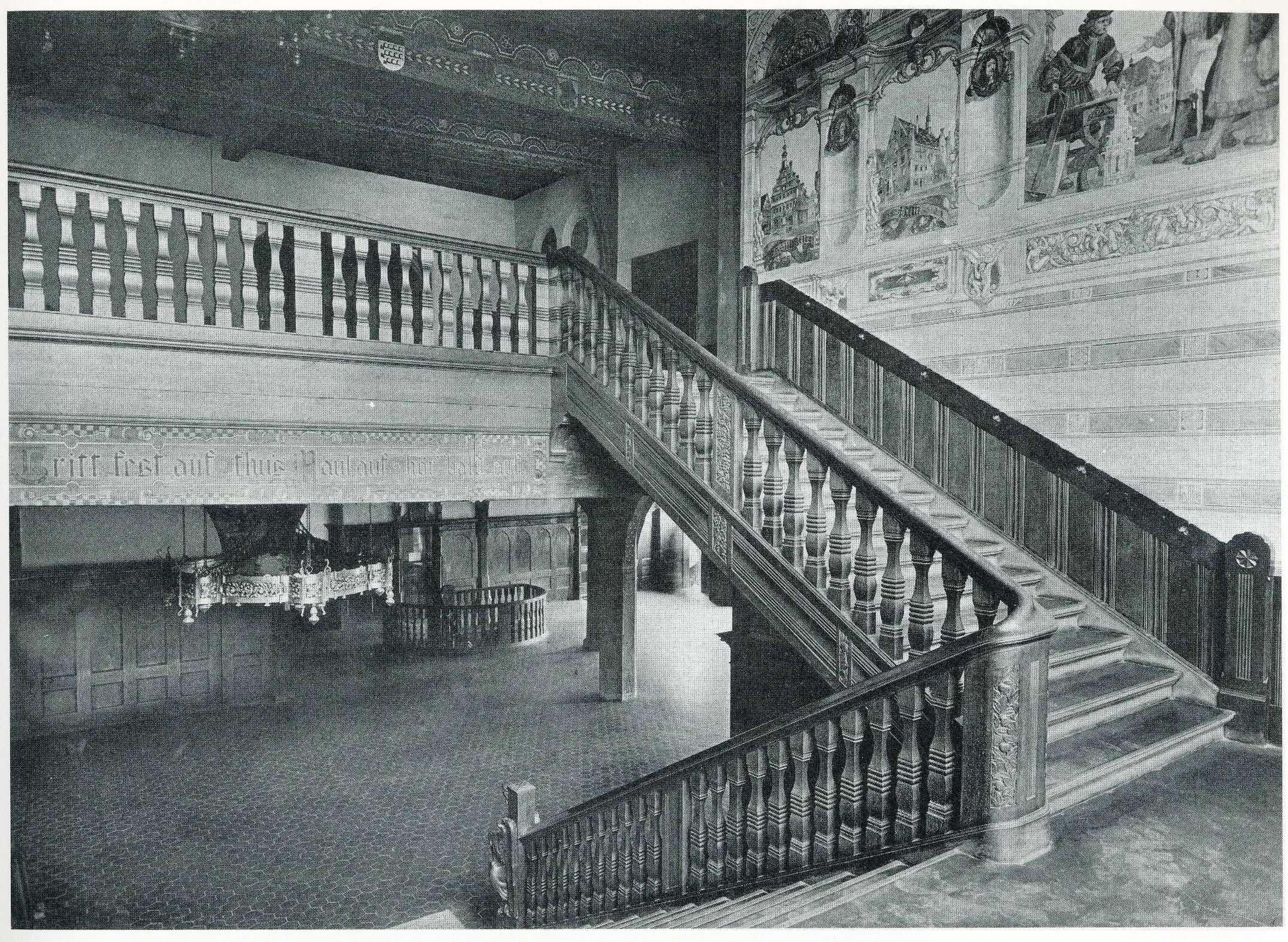
Auf der Seitenwand war die Übertragung des Turmausbaus von St. Kilian an Hans Schweiner zu sehen, flankiert von den Rathäusern von Esslingen, Ulm und Nürnberg

#### Sitzungssäle

##### Großer Ratssaal

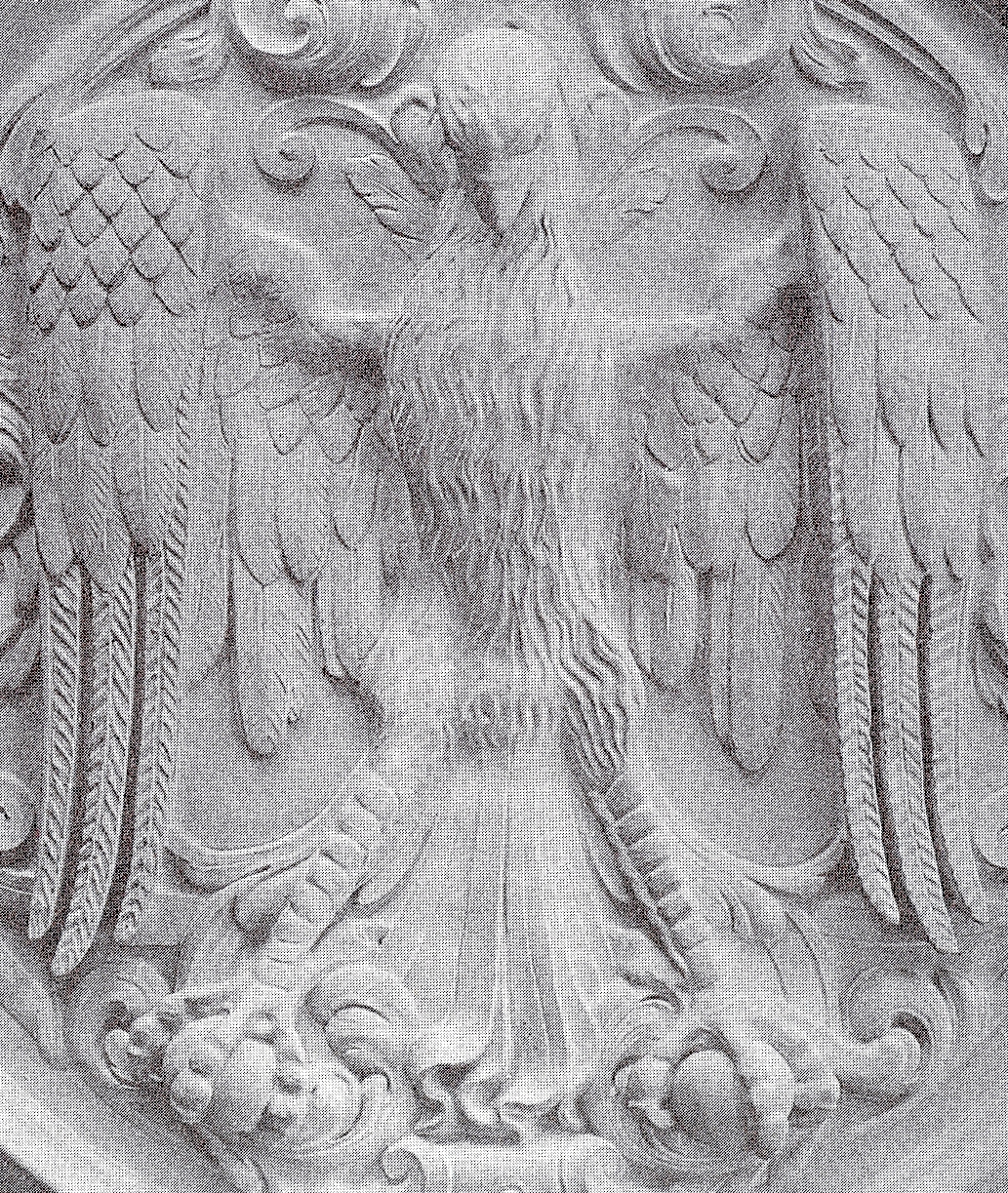
Großer Ratssaal, Adler an der Decke, Ausschnitt

1589 erwarb die Stadt zwei nördlich und östlich an das Rathaus angrenzende Gebäude und ließ diese für weitere Rathaus-Erweiterungen abreißen. 1590 bis 1593 entstand der nördliche langgezogene Hinterbau als Querflügel „hinter dem Ratshof“, der als Rüstkammer erbaut wurde und später als Großer Ratssaal diente, wobei sich in der Halle im ersten Obergeschoss der Eingang zum Großen Ratssaal befand.
Der Große Ratssaal war in der Regel für die gemeinschaftlichen Sitzungen beider Kollegien bestimmt und hatte seit der Renovierung durch Jassoy und Vollmer eine Grundfläche von 260 m². Zwei erhaltene Renaissance-Steinsäulen mit alter ornamentierter Wandkonsole dienten als Vorlage für die übrigen neu im Neo-Renaissance-Stil geschaffenen Säulen. Eine kassettierte Stuckdecke wurde bei dieser Restaurierung eingezogen, die mit farbigen Wappenschildern der Reichsstadt Heilbronn, des Herzogtums und des Königreichs Württemberg und des 1871 gegründeten Deutschen Reichs und in den übrigen Feldern mit heraldischen Adlern geschmückt war. Ein Wappenschild zeigte drei württembergische Hirschstangen und die drei Hohenstaufen-Löwen, die auch das neue Staatswappen des Bundeslandes Baden-Württemberg bilden. Der Große Ratssaal aus reichsstädtischer Zeit wurde beim Luftangriff am 4. Dezember 1944 zerstört.

Ehemaliger Großer Ratssaal
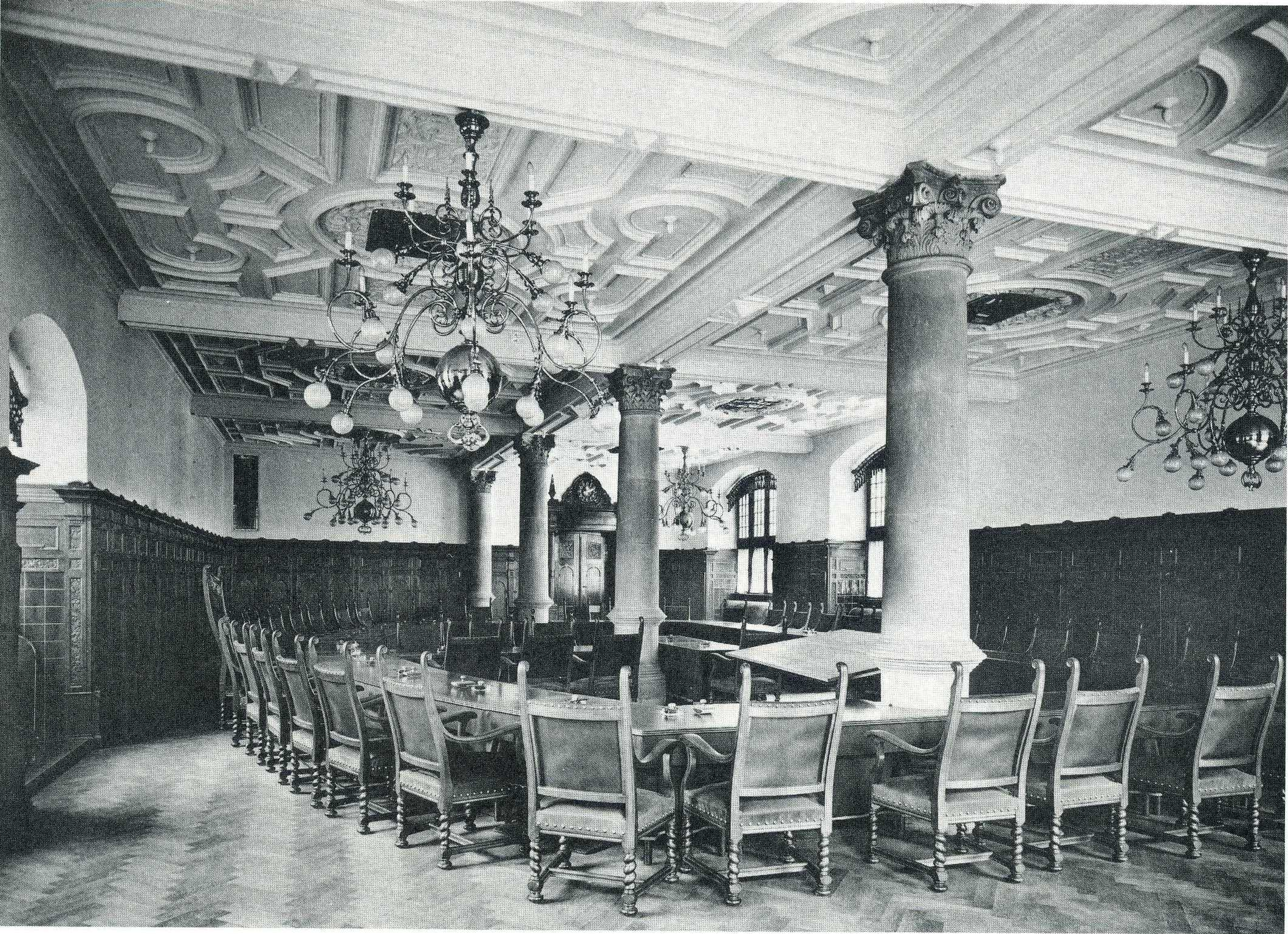
Großer Ratssaal
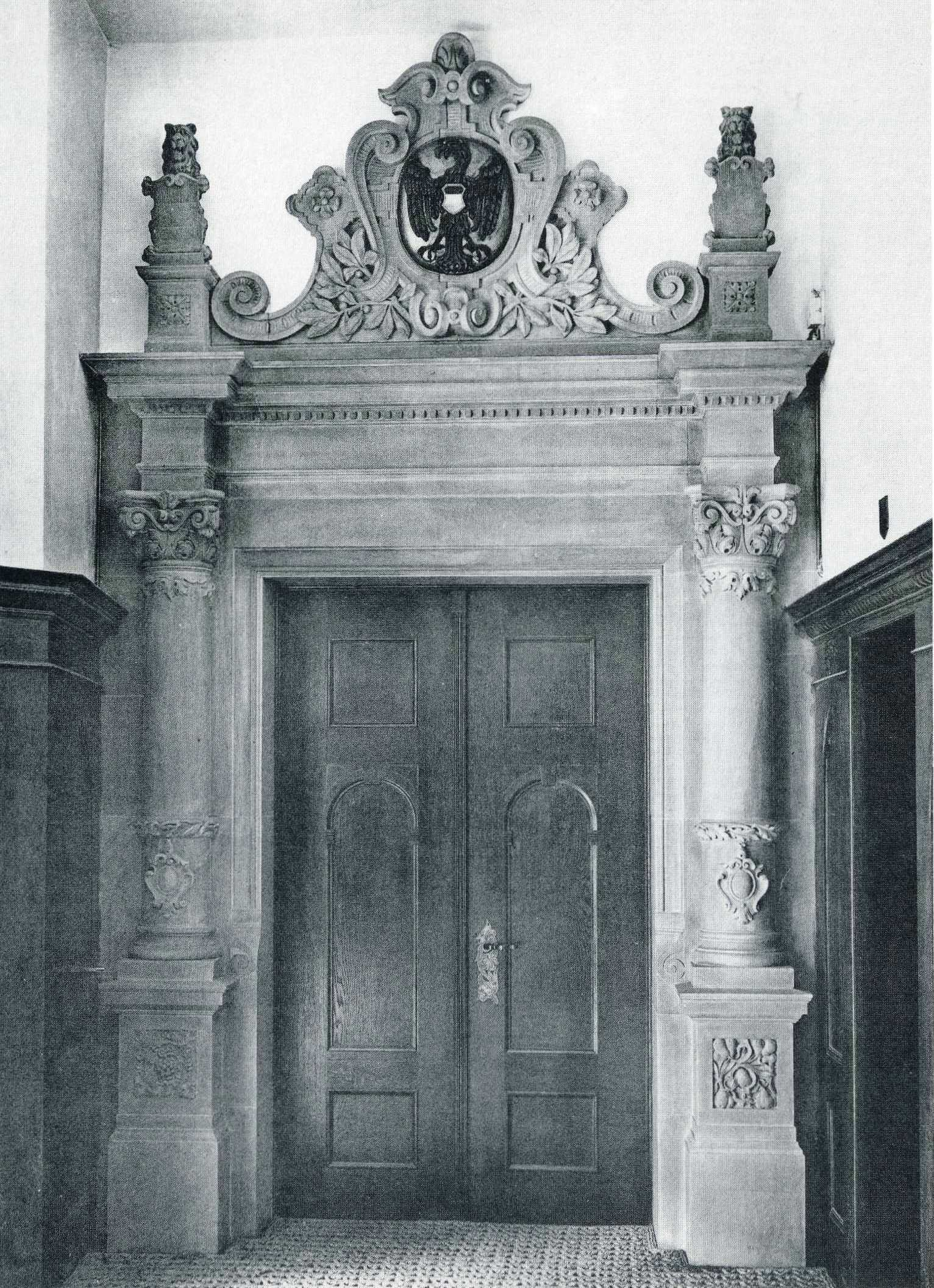
Diese Tür befand sich in der Großen Halle und führte zum Großen Ratssaal
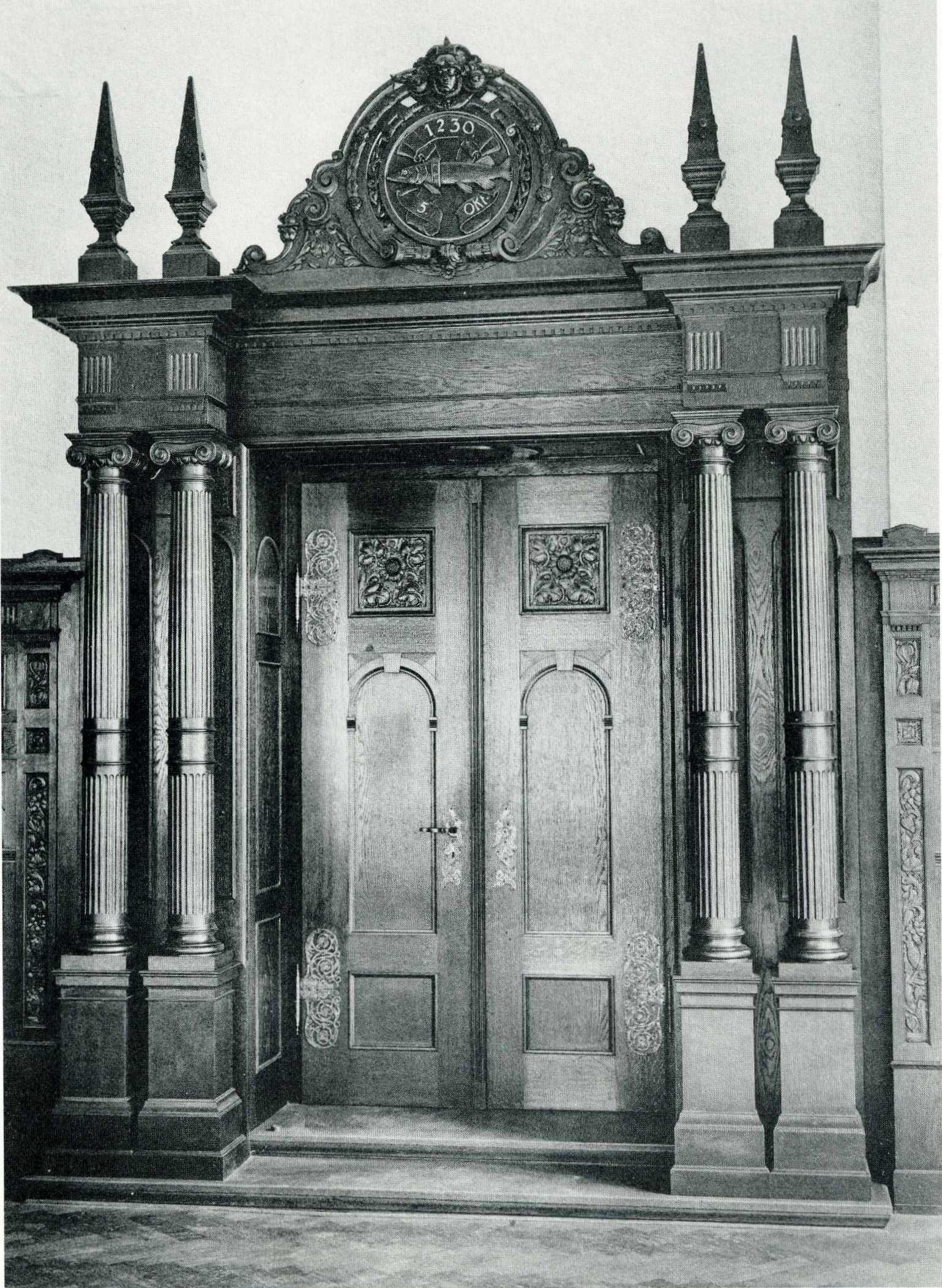
Eine der Türen innerhalb des Großen Ratsaals
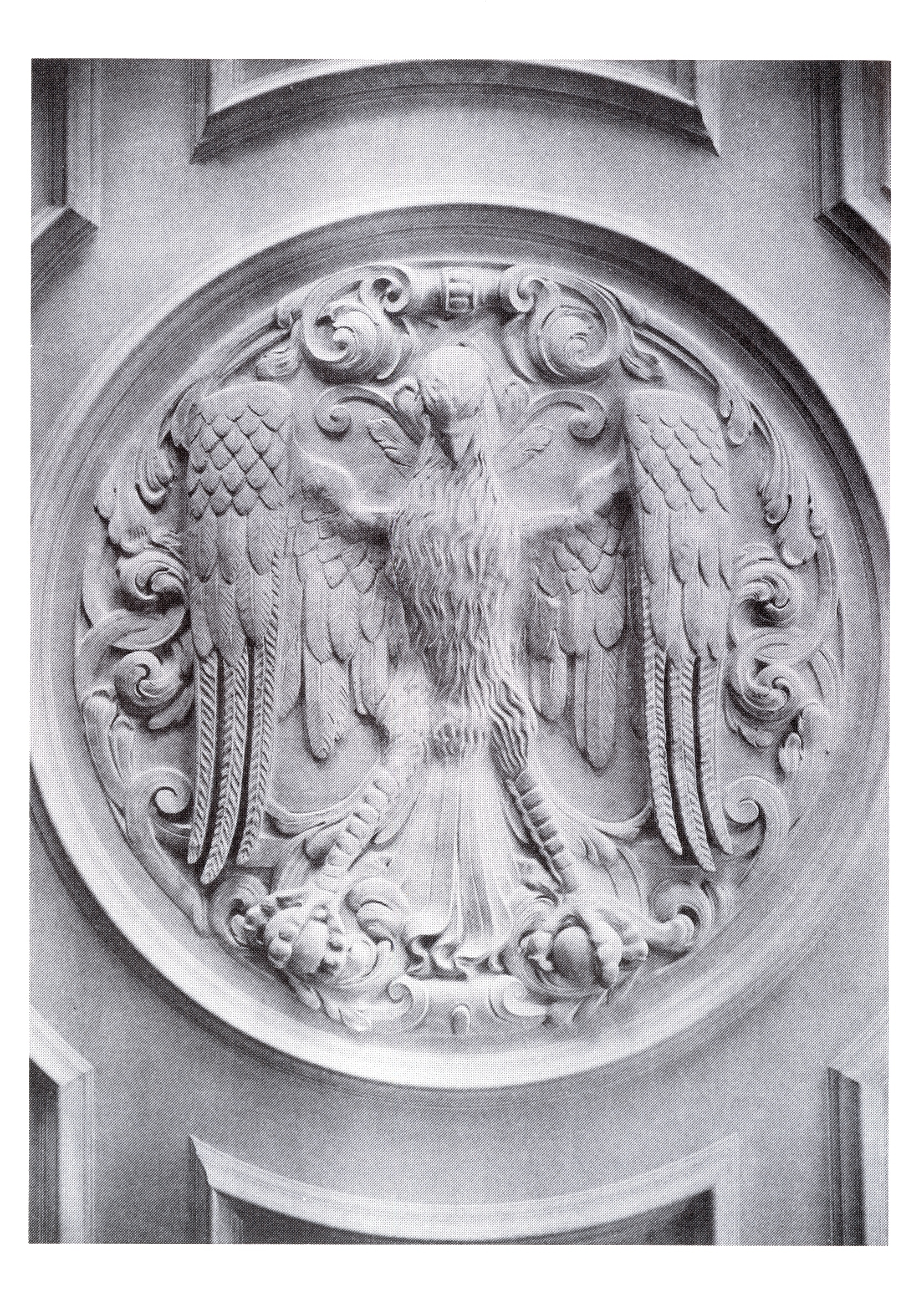
Kassettierte Stuckdecke mit heraldischem Adler geschmückt

##### Kleiner Rats-Saal

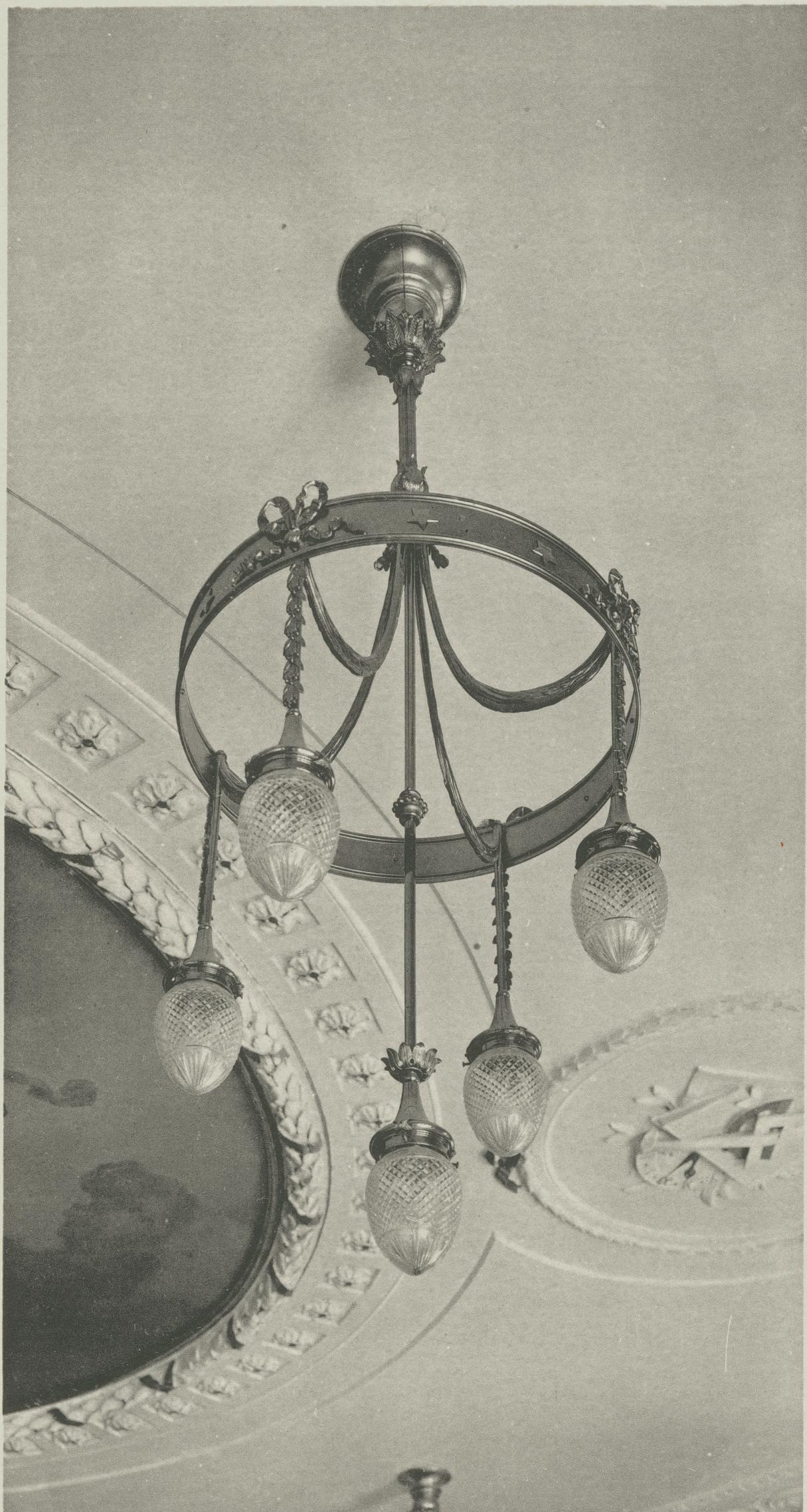
Beleuchtung

Der „Kleine Rats-Saal“ (Gemeinderatssaal) befand sich im 2. Stockwerk des „alten Rathauses“. Der Heilbronner Gemeinderatssaal war als Gerichtssaal geplant aber später als Festsaal genutzt worden und war neben dem Saal im Schießhaus einer der wenigen Rokokosäle der Stadt Heilbronn – „Er gehörte zu den wenigen festlichen Räumen, die das gerade auf diesem Gebiet so reiche 18. Jahrhundert in Heilbronn geschaffen hatte, und von dessen Leistungen heute nur noch der Saal des Schießhauses zeugen kann.“
Der damalige Senator und Oberbaumeister Eberhard Ludwig Becht beauftragte den Stuttgarter Hofmaler Johann Jakob Morff für ein Entgelt von 150 Gulden, ein Deckengemälde für den Gemeinderatssaal zu schaffen, das 1779 fertiggestellt wurde. Das von Morff entworfene Gemälde war der Gerechtigkeit gewidmet und zeigte in einer Art Allegorie die Göttin Justitia in der Mitte. Diese hielt in der rechten Hand die Waage der Gerechtigkeit. Die Göttin war umgeben von Putten und Frauengestalten. Eine Figur war reich mit Früchten beladen und trug auf dem Kopf einen Kranz. Diese stellte den Reichtum und Segen gerechten Urteils dar. Die beiden andere Figuren, rechts von der Justitia stürzten in einen dunklen Abgrund. Diese verkörperten das Böse.
In einem abgelehnten Entwurf Morffs hatte der Maler das Thema mit einer größeren Zahl von allegorischen Figuren ausgestattet, so mit Merkur, dem Gott des Handels („ein Hinweis auf die Blüte Heilbronns als Handelsstadt“). An den Ecken des Bildes befanden sich Ovalmedaillons mit Personifikationen der Wissenschaft, der Musik und der Landwirtschaft. Im Ovalmedaillon der Landwirtschaft stellte der Maler im Hintergrund den Wartberg mit einem deutlich sichtbaren Wartturm dar.
Die Zustimmung errang das Gemälde, das der Gerechtigkeit gewidmet war. Im Jahr 1780 wurde das Deckengemälde von Johann Jakob Morff durch einen breiten Rahmen aus Stuck von Johann Sigismund Hezel zusammengefasst, wofür dieser ein Entgelt von 110 Gulden erhielt. Die Diagonalen wurden mit Medaillons geschmückt, die Gebinde aus Musikinstrumenten, aus kriegerischen Elementen oder aus Schreibmaterial zeigten. Eine breite Leiste fasst das Kehlgesims zusammen. Die Wände waren durch verschieden breite Felder gegliedert, die von der Fußbodenleiste bis zur Decke gingen. Verzierte Gehänge aus Fruchtgebinden befanden sich im oberen Drittel. Über der Tür zum Gemeinderatssaal befand sich ein von zwei Figuren flankiertes Bildnismedaillon.

Ehemaliger Gemeinderatssaal im Stil des Rokoko
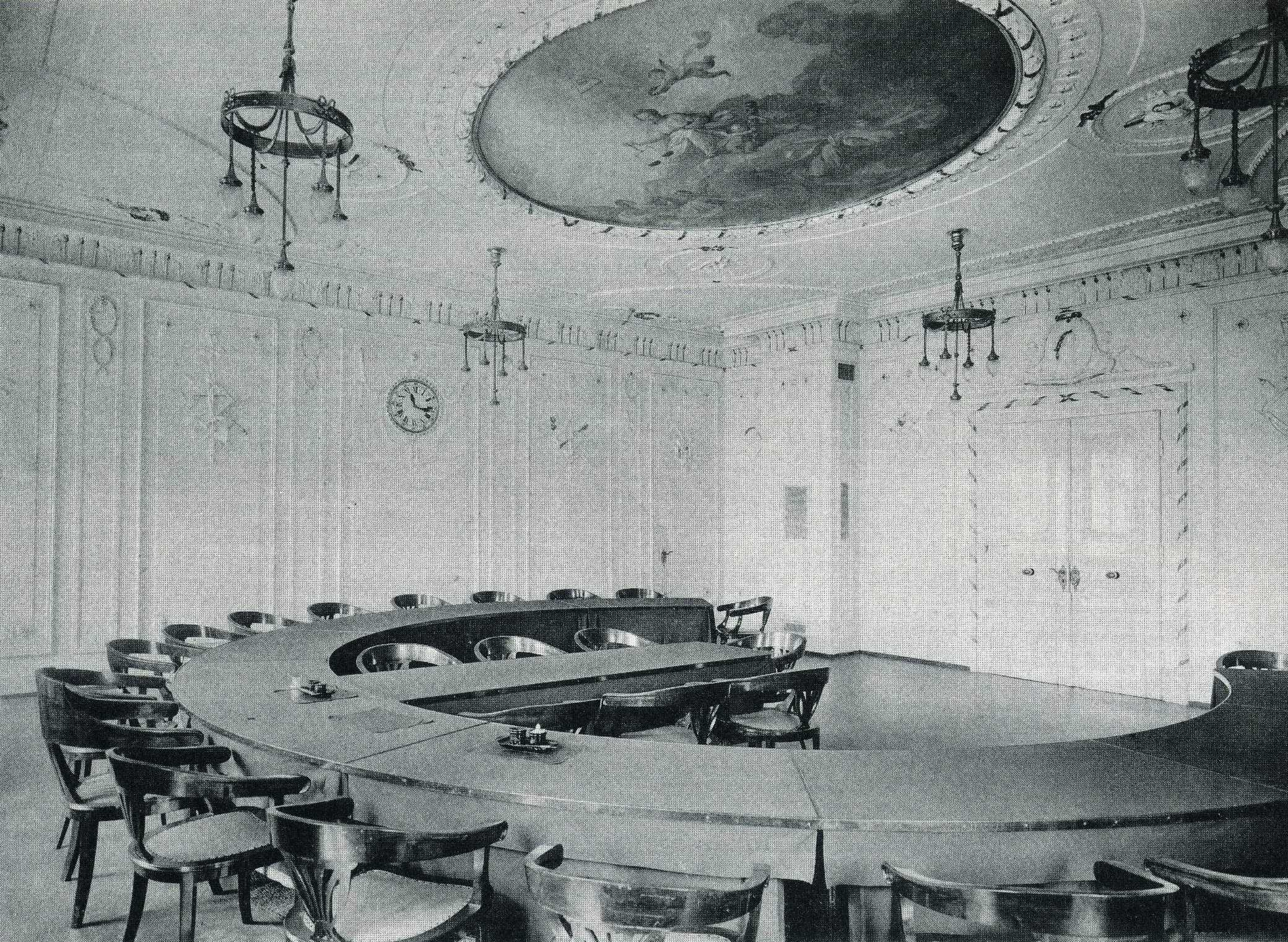
Ehemaliger Gemeinderatssaal
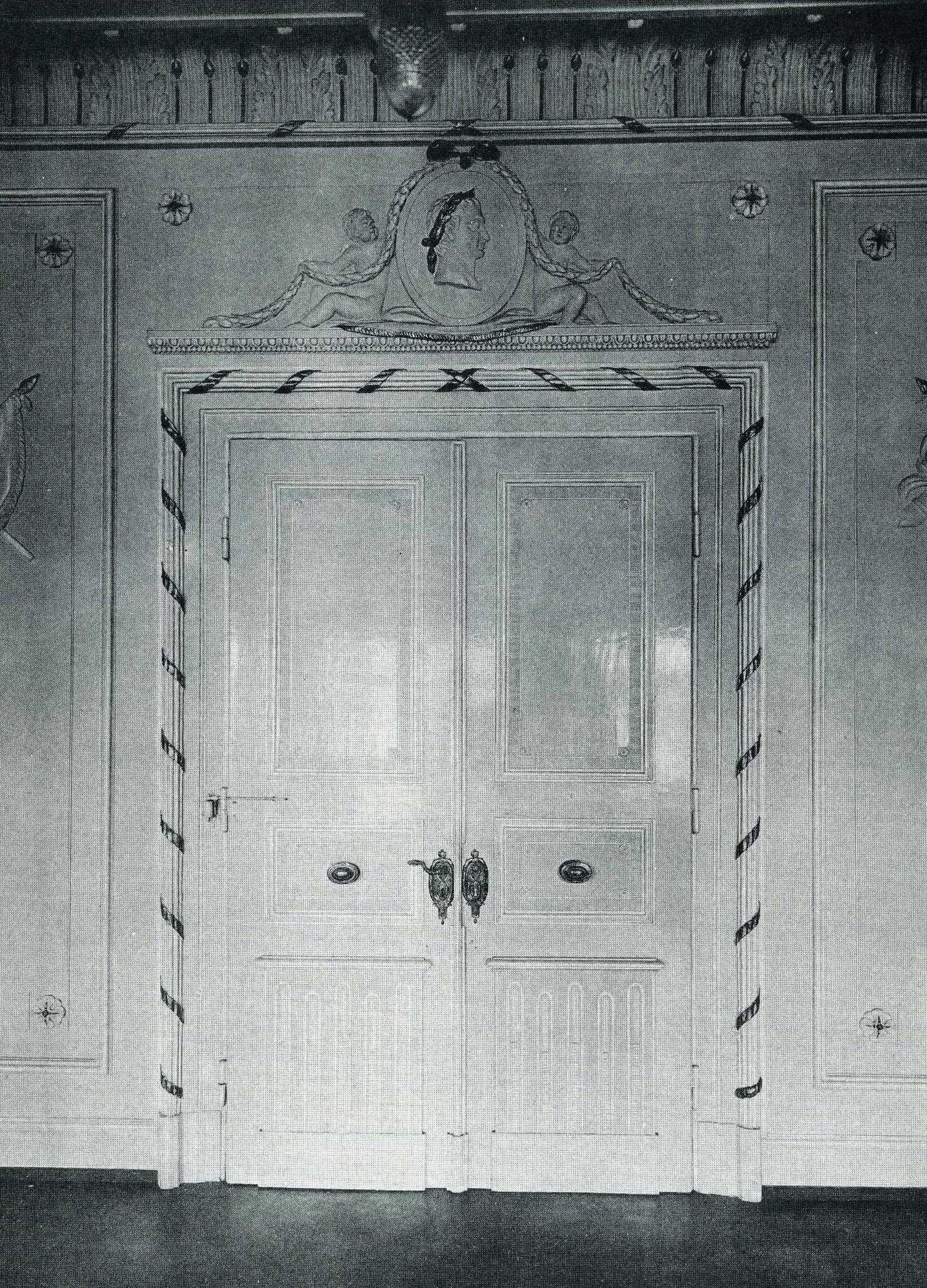
Tür zum ehemaligen Gemeinderatssaal
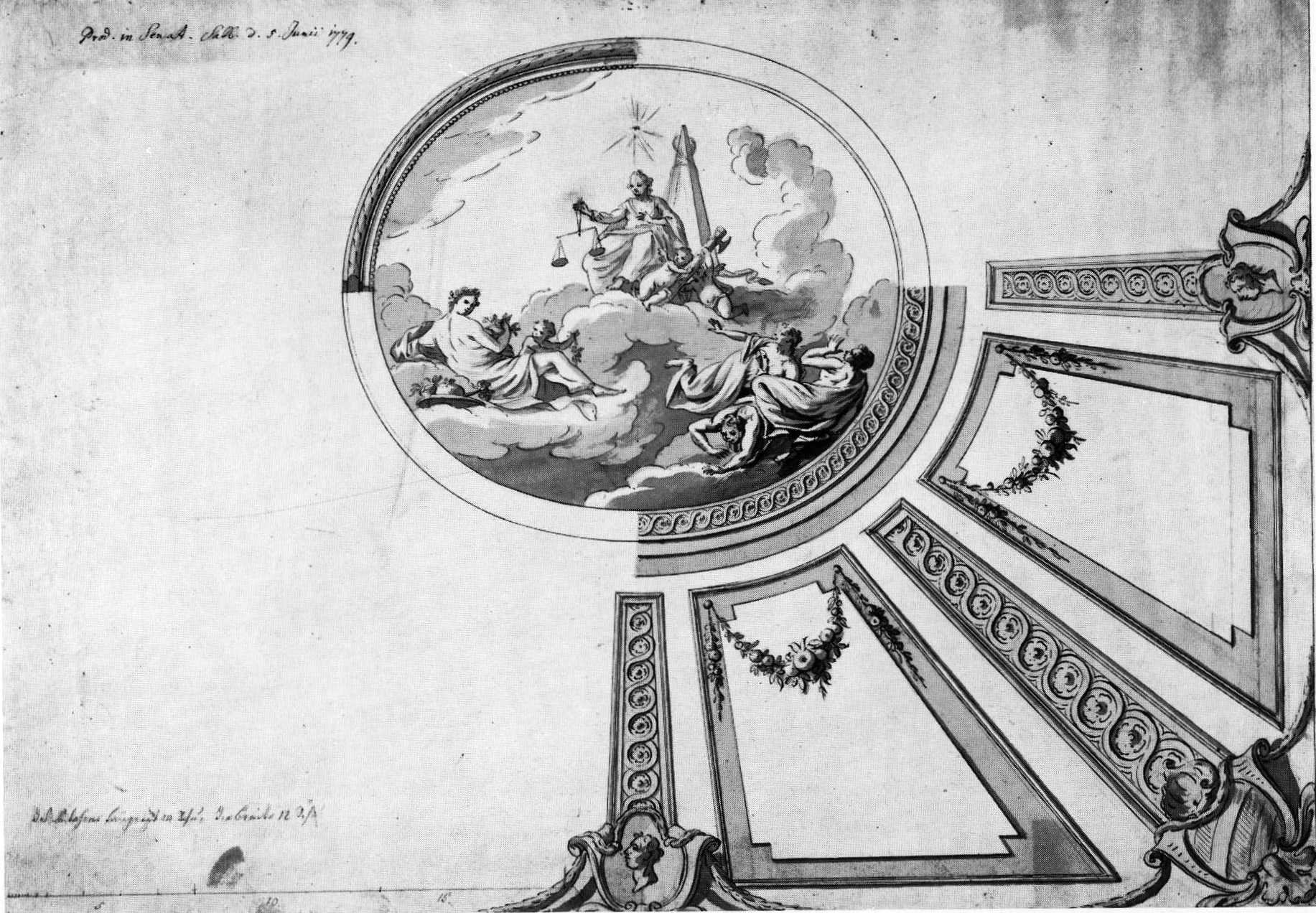
Deckengemälde im ehemaligen Gemeinderatssaal

##### Bürgerausschuss-Saal
Im zweiten Obergeschoss (der oberen Diele) befand sich neben dem Gemeinderatssaal auch der Saal des Bürgerausschusses. Der Saal enthielt u. a. eine auf Holz gemalte, große Ansicht der Stadt Heilbronn aus Westen mit der Inschrift: Haec urbis Heilbr. delineatio ex vetustiori quodam exemplari desumpta anno salutis est. 1617. Um 1910 befanden sich die lebensgroßen Ölgemälde, die Kaiser Franz I. und seine Gemahlin Maria Theresia zeigten, die auf der Rückreise vom Krönungstag in Frankfurt am 17. Oktober 1745 nach Heilbronn kamen, wo dem Kaiserlichen Paar ein festlicher Empfang bereitet wurde. Die Gemälde wurden 1774 gemalt.

#### OB-Zimmer
Das Oberbürgermeisterzimmer wurde unter Jassoy und Vollmer mit einer reichen Stuckdecke gestaltet.

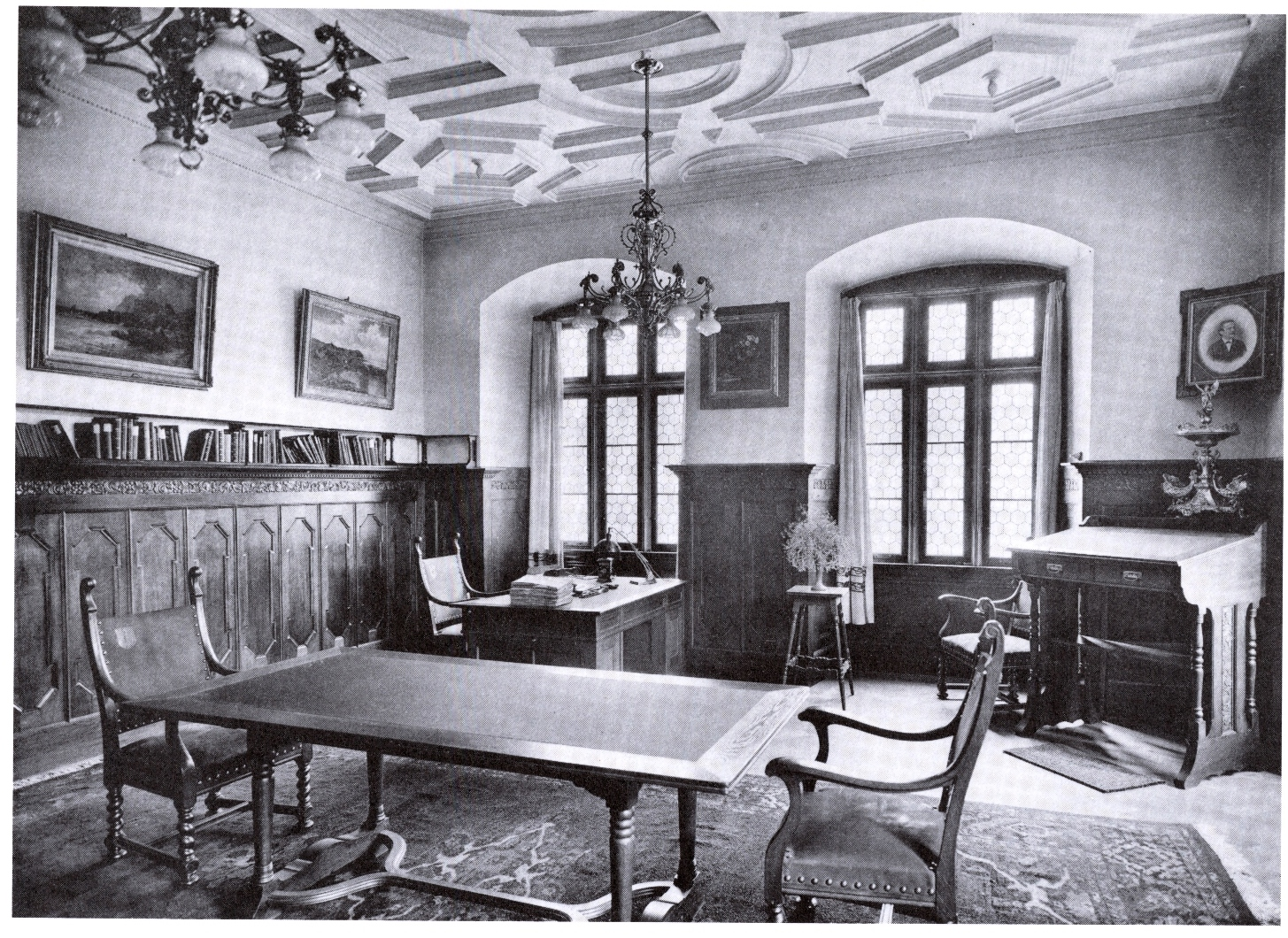
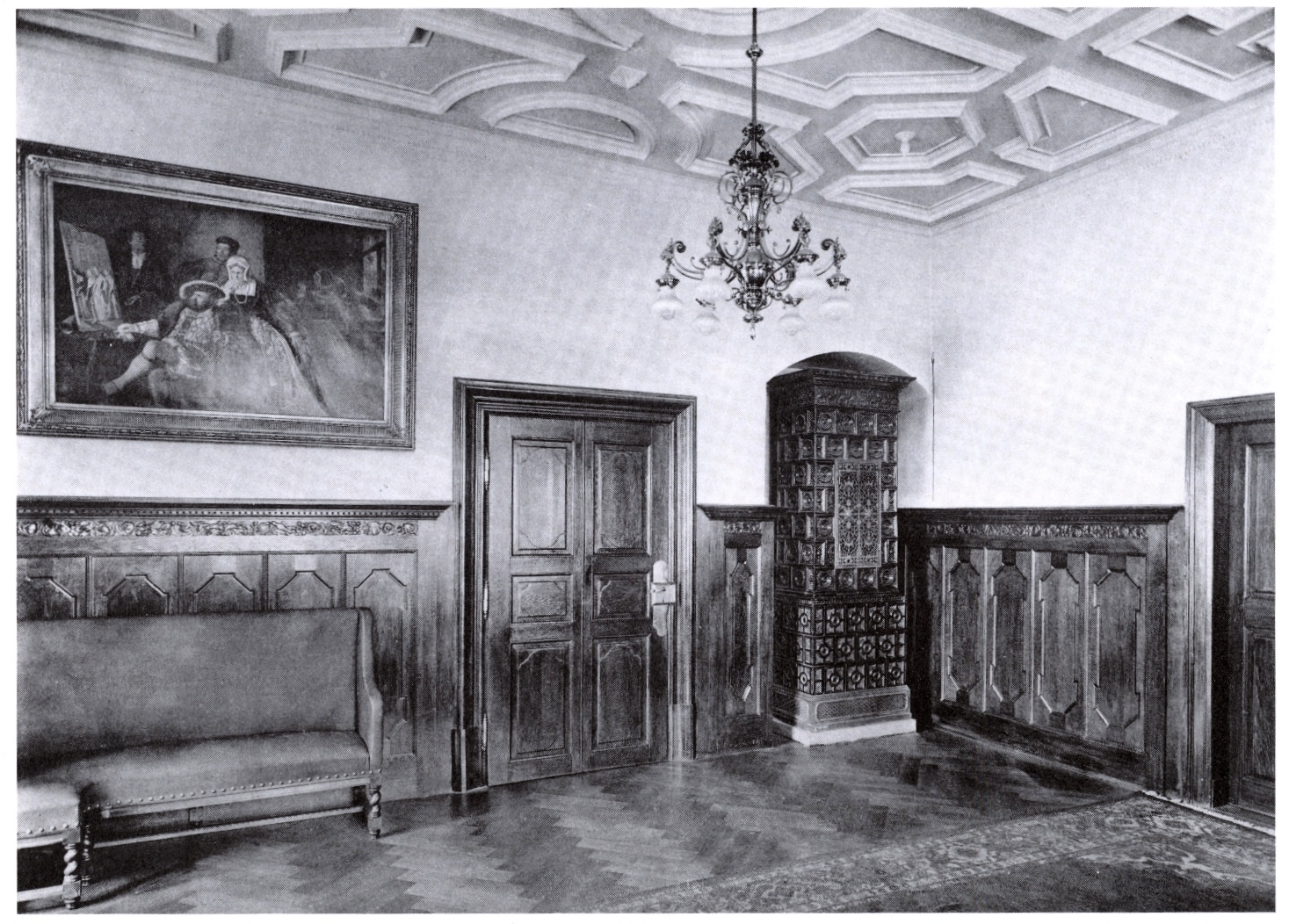

#### Ratskeller

Beleuchtung

Der Ratskeller des Alten Rathauses diente vorher als Warenlager, dessen Zugang befand sich unter den Rathausarkaden auf der linken Seite. Auf der rechten Seite der Arkaden befand sich der Zugang zur Polizeiwache und Arrestzellen, die die andere Hälfte der Gewölbe einnahmen. Nach einer Umgestaltung wurde im Jahr 1897 der Ratskeller als Gaststätte eröffnet, wobei König Wilhelm und Königin Charlotte persönlich anwesend waren. Der Raum war im sog. „altdeutschen Stil“ mit Gewölben und Kachelöfen gestaltet. Dort befand sich auch die „interessante“ Weintafel des Dr. Bilfinger, die alle Heilbronner Weinjahrgänge von 1411 bis 1895 auflistete – ob „gut, mittelmäßig oder schlecht in Qualität und Quantität“. Das Hauptlokal befand sich zu dieser Zeit an der Rathausgasse, zum Marktplatz existierten lediglich zwei kleine Gasträume. Viele Postkarten zeigen verschiedene historische Heilbronner Persönlichkeiten (wie Oberbürgermeister Hegelmaier) im Ratskeller. Ein Spruch schmückte den Ratskeller:

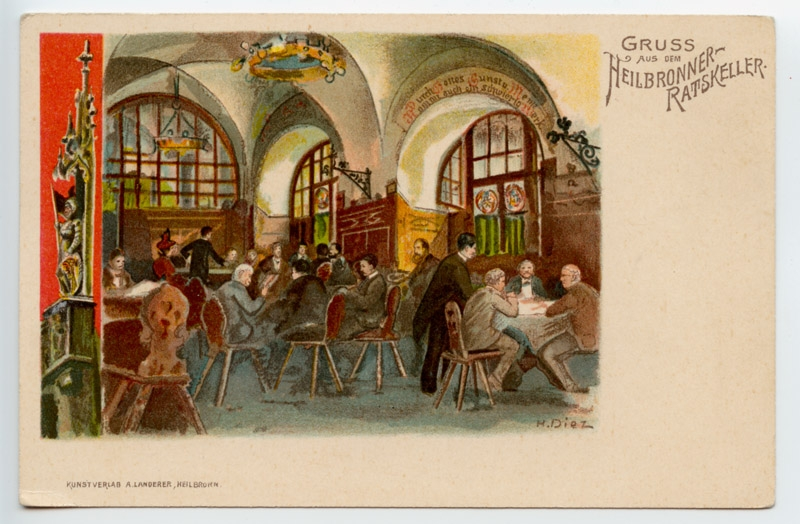

„Ohne schöne Frauen und guten Wein
kann man nicht wohl fröhlich sein
Jedoch halt Dich wohl bescheiden
daß du nicht wirst bethört von beiden“

#### Komödiantensaal
Der „Commoediantensaal“ war ein als Theater eingerichteter Saal. Der im hinteren Teil des Rathauses befindliche „Komödiensaal“ konnte jedoch nach einem Kulissenbrand im Jahre 1777 nicht mehr genutzt werden, weswegen die Spielstätte in das Fleischhaus verlegt wurde.

### Jagdtrophäen

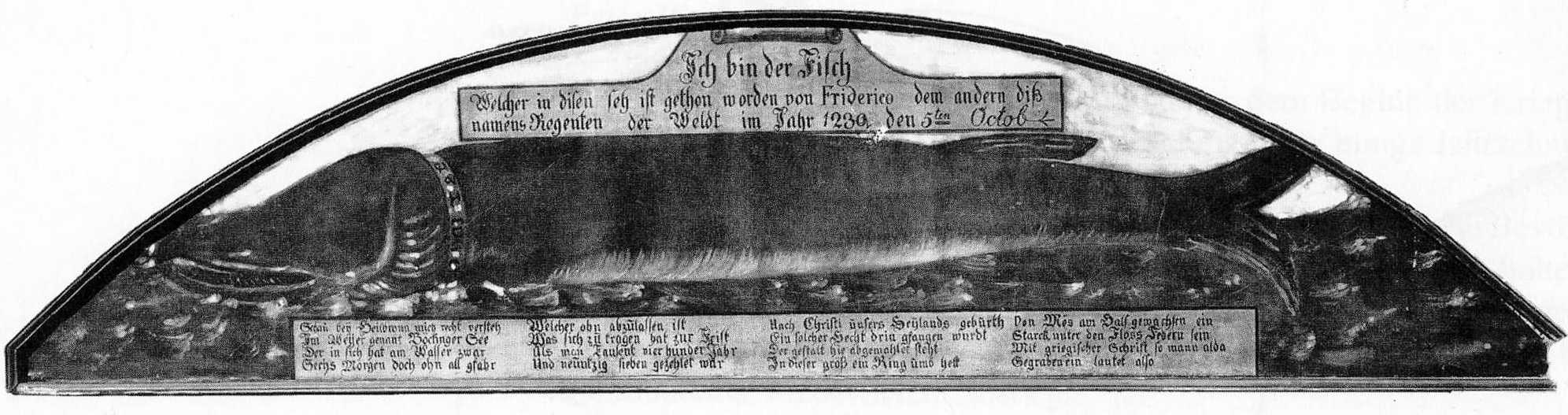
Eines der ehemaligen Schmuckstücke im Heilbronner Rathaus: „Der Böckinger Hecht“

#### „Böckinger Riesenhecht“
Der „Böckinger Riesenhecht“ war ein Fisch, der 1497 gefangen worden war. Im zweiten Obergeschoss befand sich neben dem Gemeinderatssaal bis zum Jahre 1944 ein halbbogenförmiges Gemälde aus dem 16. Jahrhundert. Das im Jahre 1612 erstmals erwähnte Gemälde auf Holz zeigte einen angeblich im Jahr 1497 im Böckinger See gefangenen Hecht, umgeben von Inschriften. Das Gemälde hing ursprünglich an der alten Neckarbrücke und gelangte zu Beginn des 19. Jahrhunderts beim Abbruch des Brückentors ins Rathaus.
In einem Heilbronner Weinbüchlein wird die Geschichte des Böckinger Hechts folgendermaßen geschildert: „Diesem Kaiser Friedrich hat der Rat zu Heilbronn außer andern Verehrungen einen Hecht verehrt, welchen der Kaiser selbst seiner Größe und Schöne halber zu einem sonderlichen Gedächtnis in den Böckinger See gesetzt und diesem Hecht zuvor ein mesingner kupferner Ring an die Ohren machen lassen, daran mit griechischen Buchstaben geschrieben gewesen: Ich bin der Fisch, welchen Kaiser Friedrich der andere mit seiner eigenen Hand in diesen See gesetzt, den 5. Oktober im 1230 Jahr nach Geburt Christi.“
Oberhalb des Fisches befand sich eine Inschrift mit folgenden Versen:
Ich bin der Fisch
Welcher in disen Seh ist gethon worden von Friderico dem andern diß
 namens Regenten der Weldt im Jahr 1230 den 5ten Octob
Unterhalb des Fisches befand sich eine Inschrift mit folgenden Versen:
| Schau bei Heilbronn mich recht versteh Im Weyer genannt Böckinger See Der in sich hat am Wasser zwar Sechs Morgen doch ohn all gfahr Welcher obn abzulassen ist Was sich zu tragen hat zur Frist Als man Tausent vierhundert Jahr Und neuntzig sieben gezehlet war | Nach Christi unsers Heylands geburth Ein solcher Hecht drin gfangen wurdt Der gestalt hie abgemahlet steht In dieser Größ ein Ring umb hett Von Mös am Hals gewachsen ein Stark unter den Floss Federn sein Mit griegischer Schrift so mann allda gegraben ein lautet also |

Das Gemälde wurde im Zweiten Weltkrieg zerstört. Das Gemälde diente jedoch als Vorbild für die von Gerhard Binder gestaltete Klinkerfassade des Lehrschwimmbeckens an der Fritz-Ulrich-Schule Grund- und Werkrealschule Böckingen. Dieses zeigt neben Sonne, Segelboot und Vögel den stilisierten „Böckinger Riesenhecht“ in einer modernen Fassung. Andere Autoren lassen die Geschichte in Kaiserslautern spielen, siehe Sage vom Hecht im Kaiserwoog.

#### „Schweinsberger Wildsäue“
Die Wände des Rathauses waren mit Köpfen von riesigen Wildsäuen behängt, die früher in den städtischen Wäldern am Schweinsberg lebten. Aufschriften besagten:

„Als ich im Schweinsberg gewaydet früh
 Schoss mich Jerg Karg der Jäger hie.
Mein Kopf bezeuget ohne Schew
Dass ich ein Saw gewesen sey. 1678“

Mark Twains Interesse galt bei einem Besuch des Rathauses im Jahre 1878 weder der Historie noch der Architektur – „Nicht Schönheit, Raritäten bestaunt Weltenbummler Mark Twain“ (Uwe Jacobi, 1987), sondern nur den Jagdtrophäen. Twain beschrieb diese:

„… hing an Brettern entlang der Wand eine Anzahl Schädel gewaltiger Keiler; sie trugen Inschriften, wer sie erlegt hatte und vor wie vielen Jahrhunderten das geschehen war“

Bilder
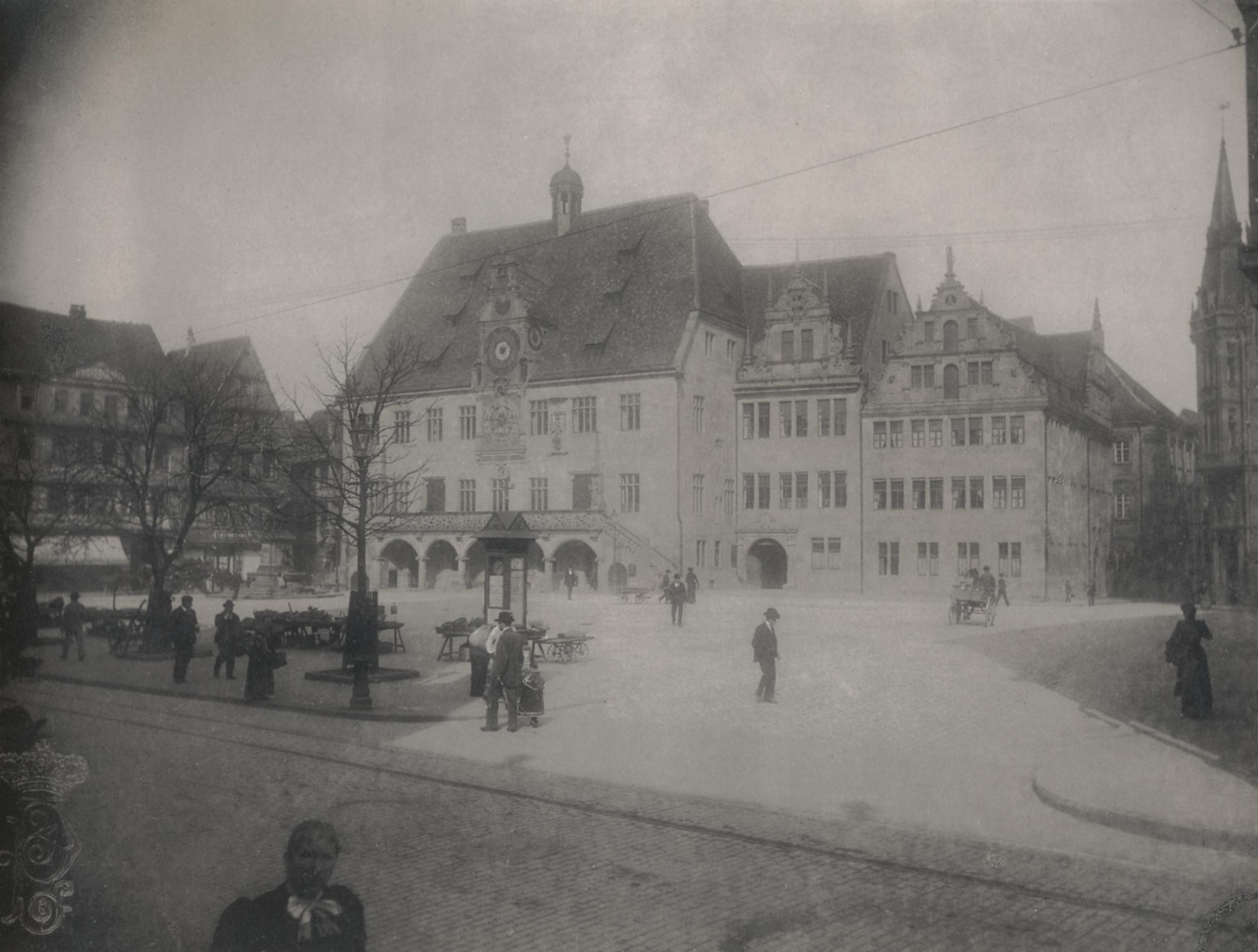
Fotografie von Herzog Philipp von Württemberg vom 21. März 1904
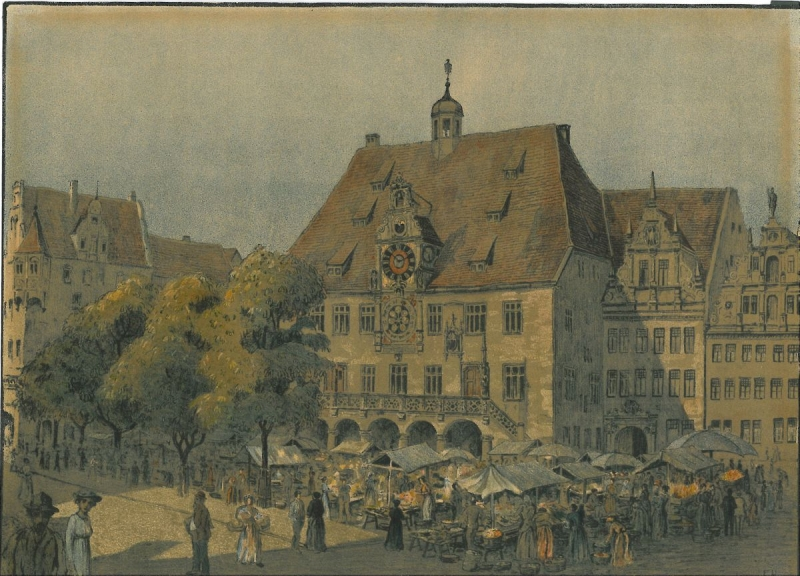
Heilbronner Rathaus, Farblithographie von Edmund Karl Ulmschneider, -Kunstmaler- (* 1. August 1881; † 11. Februar 1923) teilweise nach hinten geknickt, rechts.
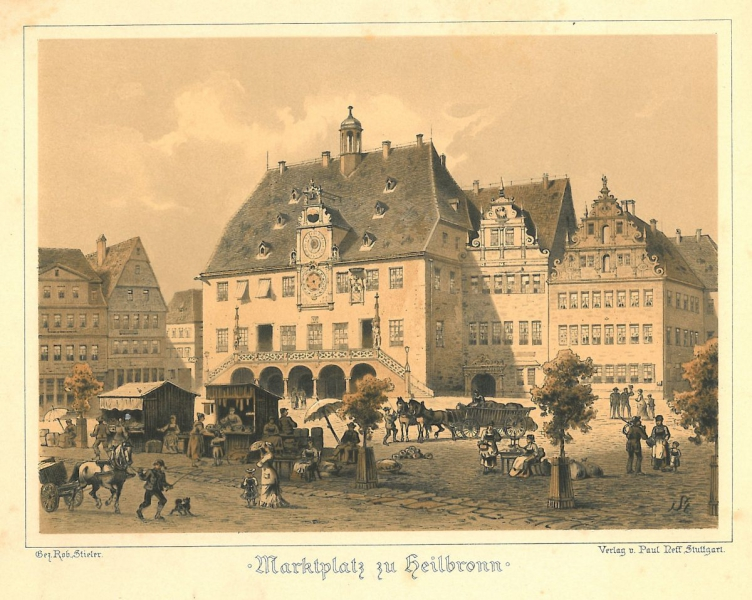
„Marktplatz zu Heilbronn“ (mit Rathaus) Farblithographie von Robert Stieler (Landschafts- u. Architekturmaler * 15. Juni 1846; † 3. Mai 1908)
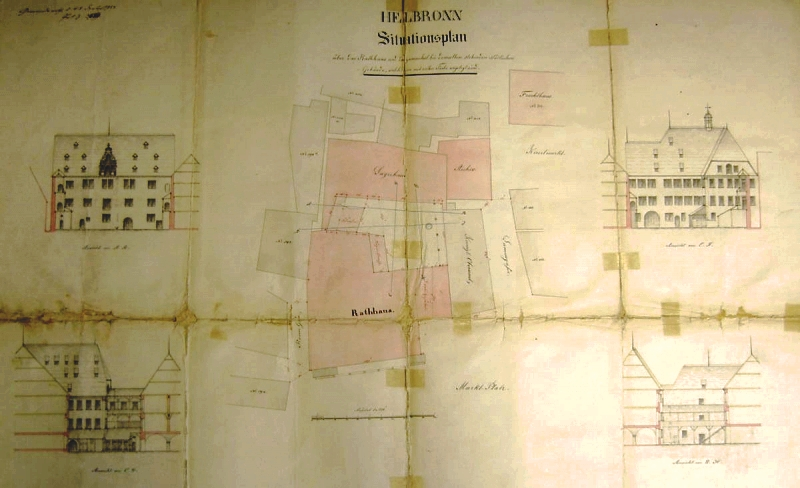
Lageplan u. Ansichten des ursprünglichen Rathausinnenhofs nach den vier Seiten, um 1853